# Storia dell'Azerbaigian
La storia dell'Azerbaigian copre gli argomenti relativi alla storia della Repubblica dell'Azerbaigian, così come degli azeri, e delle regioni storicamente, etnicamente e geograficamente considerate azere.
Durante il governo dei Medi e dei Persiani, molti albanesi caucasici adottarono lo zoroastrismo e poi passarono al cristianesimo prima dell'arrivo degli arabi musulmani e, soprattutto, dei turchi musulmani. Si ritiene che le tribù turche siano arrivate con piccole incursioni di ghazi le cui conquiste portarono alla turchizzazione della popolazione poiché le tribù caucasiche e iraniane in gran parte native adottarono la lingua turca degli Oghuz e si convertirono all'Islam per un periodo lungo diversi secoli.
In seguito alle guerre russo-persiane del 1813 e del 1828, l'Impero Qajar fu costretto a cedere tutti i suoi territori caucasici all'Impero Russo e il trattato del Golestan nel 1813 e il trattato di Turkmenchay nel 1828 definirono i confini tra la Russia zarista e l'Iran dei Qajari. L'area a nord del fiume Aras, tra cui il territorio della repubblica dell'odierno Azerbaigian era territorio iraniano fino a quando non fu occupato dalla Russia nel corso del XIX secolo. In base al Trattato di Turkmenchay, l'Iran dei Qajari riconobbe la sovranità russa su Khanato di Erivan, sul Khanato del Nakhchivan e sul resto del Khanato di Lankaran, comprendendo le ultime parti del territorio dell'odierna Repubblica azera che era ancora in mano iraniana.
Dopo oltre 80 anni di permanenza sotto l'Impero russo nel Caucaso, la Repubblica Democratica dell'Azerbaigian fu fondata nel 1918. Il nome di "Azerbaigian" che il principale partito Musavat adottò, per ragioni politiche, era usato, prima alla costituzione della Repubblica Democratica dell'Azerbaigian nel 1918, esclusivamente per identificare la regione adiacente dell'Iran nordoccidentale contemporaneo. Lo stato venne invaso dalle forze sovietiche nel 1920 e rimase sotto suo dominio fino al crollo dell'Unione Sovietica nel 1991, quando fu fondata la repubblica moderna.

## Preistoria
Il periodo preistorico in Azerbaigian comprende l'età della pietra, l'età del bronzo e l'età del ferro. L'età della pietra stessa è anche divisa in tre periodi: Paleolitico, Mesolitico e Neolitico.

### Paleolitico

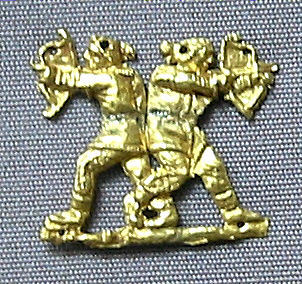
Due arcieri sciiti d'oro, del 400-350 a.C., British Museum.

Il periodo Paleolitico è diviso in tre periodi: Paleolitico inferiore, Paleolitico medio e Paleolitico superiore. Il periodo paleolitico ebbe origine dall'abitazione della prima specie umana in questo territorio e durò fino al XII millennio a.C.
Le grotte di Azokh nel territorio del distretto di Fizuli nella Repubblica dell'Azerbaigian è considerata il sito di una delle più antiche abitazioni protoumane dell'Eurasia. Resti della cultura pre-acheuleana sono stati trovati negli strati più bassi della grotta di Azokh che hanno almeno 700.000 anni. Nel 1968 l'archeologo azero Mammadali Huseynov scoprì un osso mascellare di 300.000 anni di un essere umano primitivo nello strato dell'età acheulea nella grotta di Azokh, e rappresenta il più antico resti umani mai scoperti nell'Unione Sovietica.
Il periodo Paleolitico inferiore è anche conosciuto come "cultura Guruchay" e ha caratteristiche simili alla "cultura Olduvaiana".
Il periodo Paleolitico nel territorio del moderno Azerbaigian è rappresentato da scoperte presso Aveidag, Tağlar, Damcılı, Zar, Yatagery, Dash Salakhly, Qazma e da altri siti storici. Reperti del Paleolitico superiore, in particolare di epoca musteriana, sono state trovate nelle grotte di Tağlar, Damcili, Zar e Yataq-yeri. I ritrovamenti di frammenti di brocche di vino secco nelle necropoli della Leylatepe e Sarytepe testimoniano l'attività agricola dell'età del bronzo.

### Mesolitico
Circa 12.000 anni fa il periodo dell'età della pietra fu sostituito dal periodo mesolitico e durò fino all'8.000 a.C. Il periodo mesolitico in Azerbaigian fu studiato principalmente sulla base delle grotte di Gobustan (vicino a Baku) e Damjili (Qazakh).
I disegni scolpiti incisi sulle rocce a Gobustan, a sud di Baku, mostrano scene di caccia, pesca, lavoro e danza e sono datati al periodo Mesolitico. I petroglifi del Gobustan risalenti a circa 5.000-8.000 anni fa contengono navi lunghe simili alle navi vichinghe. Disegni di navi, scoperti tra le pitture rupestri, mostrano la connessione con il continente europeo e il Mediterraneo.

### Neolitico
Il periodo neolitico in Azerbaigian copre il VII-VI millennio a.C.ed è stato studiato principalmente sulla base degli esempi materiali e culturali trovati nella grotta di Damjili (in Qazakh), Gobustan (a Baku), Shomutepe (nel distretto di Agstafa),Kultepe (a Nakhchivan), Toyretepe e altri insediamenti. Per la prima volta in questo periodo è avvenuta la rivoluzione agricola.

### Età del rame
Il periodo eneolitico (VI-IV millennio a.C.) fu il periodo di transizione dall'età della pietra all'età del bronzo. Le condizioni del territorio, adagiato intorno alle montagne del Caucaso ricche di minerali di rame, favoriva la formazione e lo sviluppo precoce della lavorazione del rame. Molti insediamenti eneolitici come Shomutepe, Toyratepe, Jinnitepe, Kultepe, Alikomektepe e IIanlitepe sono stati scoperti in Azerbaigian, e manufatti datati al carbonio 14 hanno mostrato che durante questo periodo, le persone costruivano case, producevano strumenti di rame e punte di freccia e conoscevano l'agricoltura non irrigata.

### Dall'età del bronzo all'età del ferro
In Azerbaigian l'età del bronzo iniziò nella seconda metà del IV millennio a.C. e terminò nella seconda metà del II millennio a.C., mentre l'età del ferro iniziò intorno al VII-VI secolo a.C. L'età del bronzo in Azerbaigian è divisa nella prima età del bronzo, nella media età del bronzo e nella tarda età del bronzo. Questi periodi sono stati studiati a Nakhchivan, Ganja, Mingachevir, Dashkasan e altri insediamenti.
La prima età del bronzo è caratterizzata dalla cultura Kura-Araxes, la media età del bronzo è nota anche come cultura della "terracotta dipinta" o della "ceramica dipinta". La tarda età del bronzo è caratterizzata dalle culture archeologiche di Xocalı-Gadabay, Naxçivan e Talish-Mughan.
Durante le ricerche nel 1890 che furono condotte da Jacques de Morgan nelle zone montuose di Talish vicino a Lankaran, furono scoperte più di 230 sepolture risalenti alla tarda età del bronzo e all'inizio dell'età del ferro. E. Rösler scoprì i materiali della tarda età del bronzo a Karabakh e Ganja tra il 1894 e il 1903. J. Hummel condusse delle indagini nel 1930-1941 nella regione di Goygol (Elenendorf in epoca sovietica) e nel Karabakh.
L'archeologo Walter Crist del Museo Americano di Storia Naturale trovò un gioco da tavolo dell'età del bronzo (4000 anni) chiamato "Hounds and Jackals" o "58 buche" nel Parco nazionale di Gobustan nel 2018. Il gioco era popolare in Egitto, Mesopotamia e Anatolia a quel tempo e fu identificato nella tomba dell'antico faraone egizio Amenemhat IV.
L'influenza di popoli e di civiltà antiche giunse al crocevia nel territorio dell'Azerbaigian. Una varietà di popoli caucasici sembrano essere i primi abitanti del Caucaso meridionale con i gli albani caucasici che sono i rappresentanti più noti.

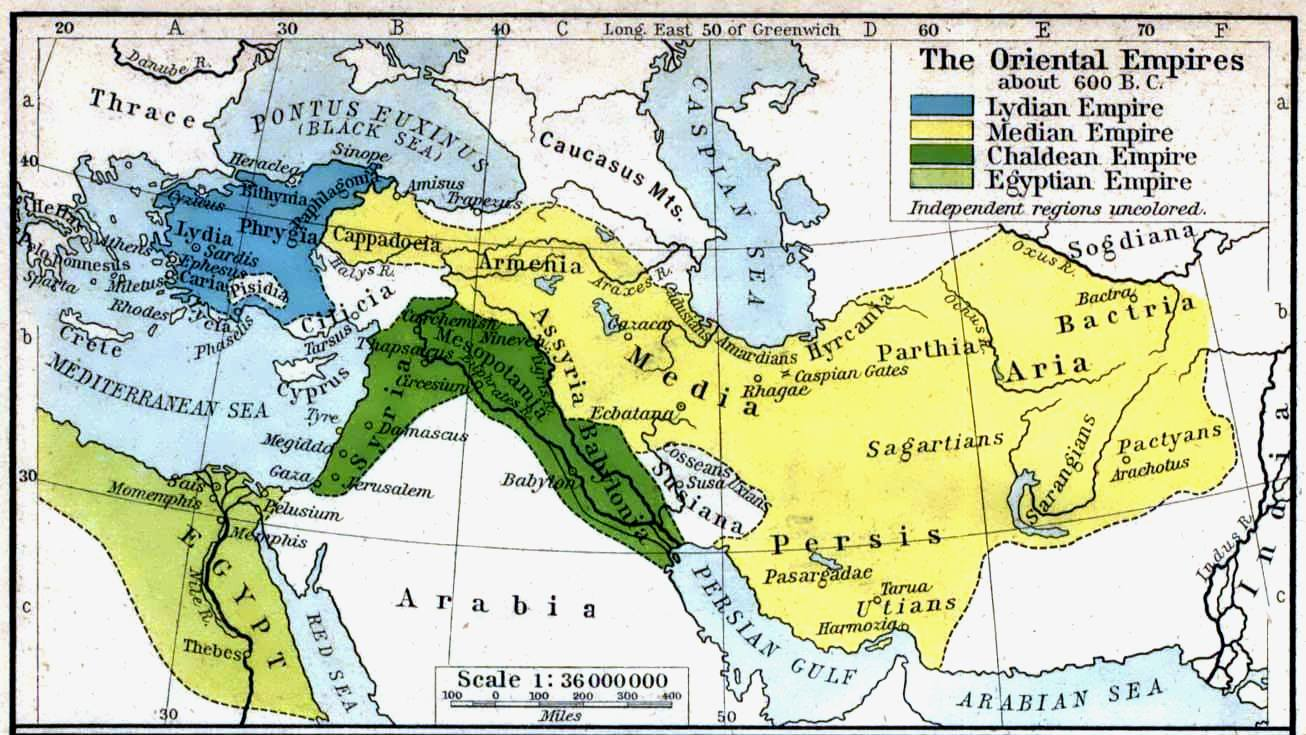
Estensione dell'Impero dei Medi

Si ritiene che gli albani caucasici siano stati i primi abitanti dell'Azerbaigian. I primi invasori includevano gli Sciti nel IX secolo a.C. Il Caucaso meridionale fu infine conquistato dagli Achemenidi intorno al 550 a.C. Durante questo periodo si diffuse in Azerbaigian lo zoroastrismo. Gli Achemenidi a loro volta furono sconfitti da Alessandro Magno nel 330 a.C. Dopo il declino dei Seleucidi in Persia nel 247 a.C., un regno armeno esercitò il controllo su parti del moderno Azerbaigian tra il 190 a.C. al 428 d.C. Questo regno, con la dinastia arsacide dell'Armenia, era un ramo dell'omonima dinastia arsacide dei Parti. Tutta l'Albania caucasica cadde, dopo la deposizione dei Seleucidi, sotto il dominio dei Parti per i successivi secoli. Gli albani caucasici stabilirono un regno nel I secolo a.C. e rimasero in gran parte indipendenti, sebbene come stato vassallo, fino alla deposizione dei Parti dai Sasanidi, che nel 252 d.C. fecero dell'Albania caucasica una provincia. Il sovrano dell'Albania caucasica, il re Urnayr, adottò ufficialmente il cristianesimo come religione di stato nel IV secolo d.C. e l'Albania sarebbe rimasta uno stato cristiano fino all'ottavo secolo. Sebbene fosse completamente subordinata alla Persia sassanide, l'Albania caucasica mantenne la sua monarchia. Il controllo sasanide terminò con la loro sconfitta da parte degli arabi musulmani nel 642 d.C., poiché l'intero impero, compreso tutto l'Azerbaigian, sarebbe stato conquistato attraverso la conquista musulmana della Persia.
La successiva migrazione e l'insediamento dei nomadi eurasiatici e dell'Asia centrale continuò a essere un modello comune nella storia del Caucaso sin dai tempi antichi, dall'era dell'impero sasanide-persiano all'emergere dei turchi azeri nel XX secolo. Tra i nomadi iraniani che fecero le incursioni in e dall'Azerbaigian ci sono gli Sciti, gli Alani e i Cimmeri. I nomadi come i Cazari e gli Unni fecero incursioni durante l'era unna e cazara. Le mura e le fortificazioni di Darband furono costruite durante l'era sasanide per bloccare i nomadi provenienti al di là del passo del Caucaso settentrionale. Tuttavia, non si insediarono in modo permanente.

## Età Antica

### Dominio achemenide e seleucide
In seguito al rovesciamento dell'Impero dei Medi, tutto quello che è oggi l'Azerbaigian fu invaso dal re persiano Ciro il Grande nel VI secolo a.C. Questo primo impero persiano ebbe un profondo impatto sulla popolazione locale poiché la religione dello zoroastrismo fu in ascesa, così come le varie e primitive influenze culturali persiane. Molte delle popolazioni locali dell'Albania caucasica divennero note come adoratrici del fuoco, il che potrebbe essere un segno della loro fede zoroastriana.

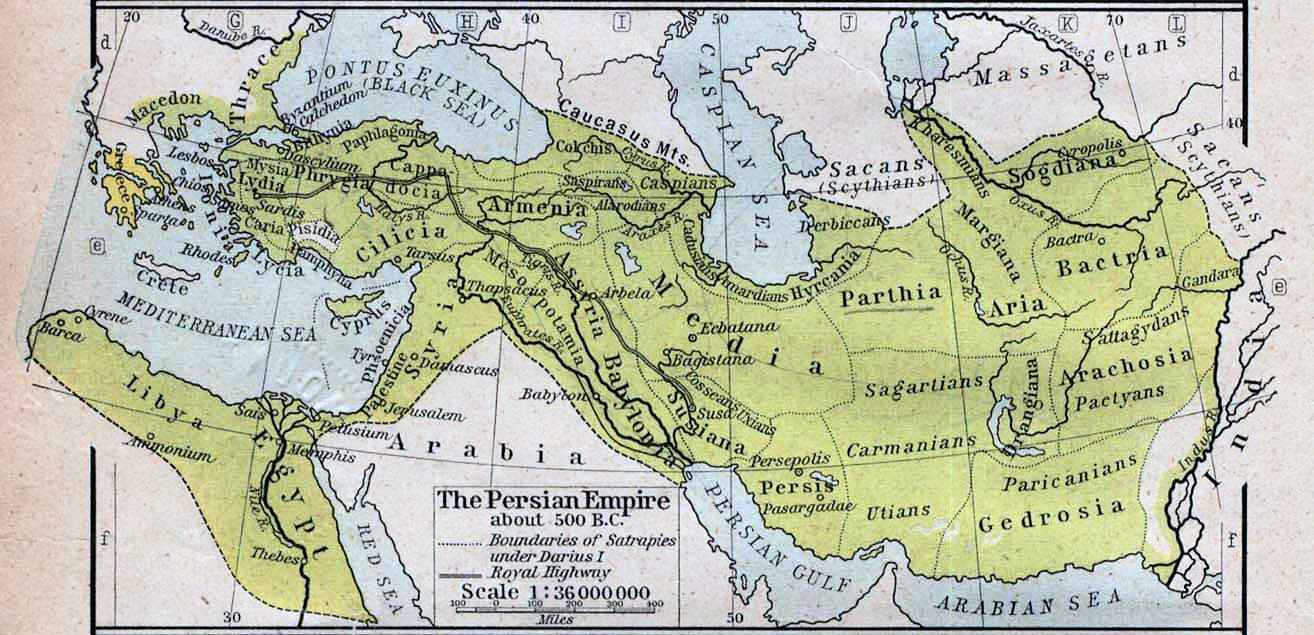
Impero achemenide nel suo momento di massima espansione.

Questo impero durò oltre 250 anni e fu conquistato in seguito da Alessandro Magno che diffuse la cultura ellenistica in tutto l'ex impero persiano. I greci seleucidi ereditarono il Caucaso dopo la morte di Alessandro nel 323 a.C., ma alla fine furono attaccati dalle pressioni di Roma, dei greci secessionisti della Battriae, soprattutto, dai Parti, un'altra tribù nomade iraniana dell'Asia centrale, che fece gravi incursioni nei domini seleucidi nordorientali dalla fine del IV secolo a.C. al III secolo a.C. e ciò permise alla fine alle tribù caucasiche locali di stabilire per la prima volta un regno indipendente dall'invasione mediana.

### L'Albania caucasica, i Parti e la conquista sasanide

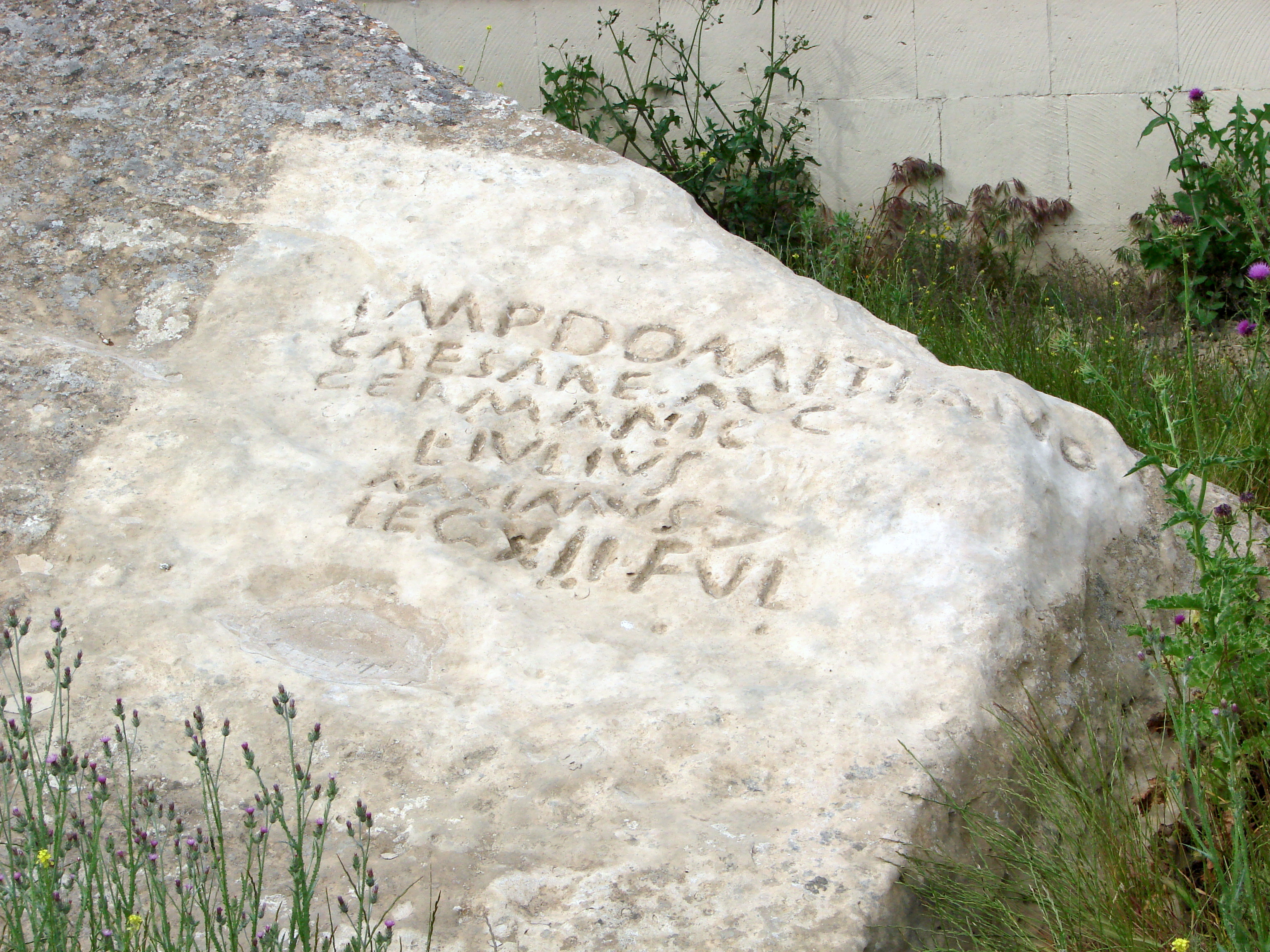
Iscrizione romana a Qobustan

Il regno albanese si fuse attorno a una nativa identità caucasica per creare uno stato unico in una regione di vasti stati-impero. Tuttavia, nel II o I secolo a.C. gli armeni conquistarono notevolmente i territori albanesi a sud e i territori del Karabakh e dell'Utik, popolati da varie tribù albanesi. Durante questo periodo il confine tra l'Albania e l'Armenia si delineava lungo il fiume Kura.
Quando la regione divenne un teatro di guerre con i Romani e i Parti che iniziarono ad espandere i loro domini, la maggior parte dell'Albania caucasica passò, molto brevemente, sotto il dominio delle legioni romane sotto Pompeo e il sud controllato dai Parti. Una scultura rupestre di quella che si ritiene essere l'iscrizione romana più orientale sopravvive appena a sud-ovest di Baku, nel sito di Qobustan. È stata inscritta dalla Legio XII Fulminata al tempo dell'imperatore Domiziano. Successivamente l'Albania caucasica passò completamente sotto il dominio dei Parti.

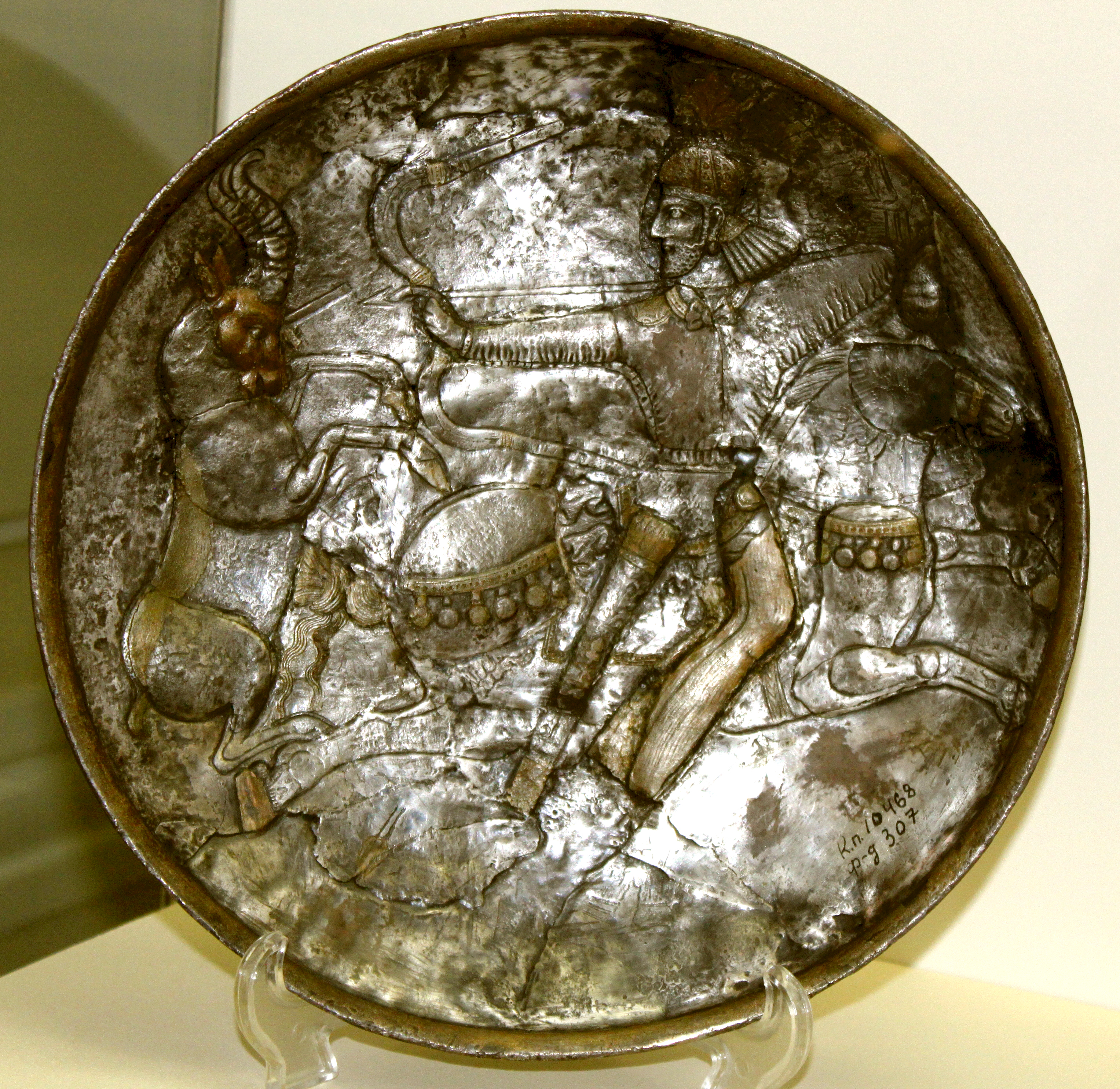
Piatto d'argento sasanide ritrovato negli scavi a Shamakhi, (Museo statale di storia dell'Azerbaigian)

Nel 252-253 d.C., l'Albania caucasica fu conquistata e annessa all'Impero Sassanide. L'Albania divenne uno stato vassallo dell'Impero Sassanide, ma mantenne la sua monarchia; il re albanese non aveva alcun potere reale e la maggior parte dell'autorità civile, religiosa e militare era del marzban sassanide (governatore militare) del territorio. Successivamente, la vittoria dei Sassanidi sui Romani nel 260 d.C., così come l'annessione dell'Albania e dell'Atropatene, furono descritte nell'iscrizione trilingue di Sapore I a Naqsh-e Rostam.
Parente di Sapore II (309-379), Urnayr fu portato al potere in Albania (343-371), e seguì una politica parzialmente indipendente in politica estera. Secondo Ammianus Marcellinus, gli albanesi fornirono forze militari (soprattutto di cavalleria) agli eserciti di Sapore II nei loro attacchi contro i romani, soprattutto durante l'assedio di Amida (359), che si concluse con la vittoria dell'esercito sasanide e con la conseguente restituzione di alcune regioni dell'Albania. Notò anche che la cavalleria albanese dovette svolgere un ruolo determinante nell'assedio di Amida, come contro i Chioniti. Gli albanesi ricevettero un'onorificenza per essere stati alleati militari di Sapore.
"E Vicino a lui [Sapore] da mano manca veniva Grumbate, re dei Chioniti, di mezzana età, con volto rugoso, ma di gran mente, ed illustre per molte gloria di molte insigni vittorie. Alla destra poi calvalcava il re degli Albani, pari di grado e di onere".
Dopo la divisione dell'Armenia tra Bisanzio e la Persia nel 387 d.C., i re albani ripresero il controllo delle province di Uti e Artsakh (posta a sud del Kur), quando i re sasanidi ricompensarono i governanti arsacidi albanesi.
Gli storici armeni medievali, come Movses Khorenatsi e Movses Kaghankatvatsi, scrivono che gli albanesi si convertirono al cristianesimo nel IV secolo d.C. grazie agli sforzi di Gregorio illuminatore dell'Armenia. Il re albanese Urnayr accettò il cristianesimo e fu battezzato da Gregorio l'Illuminatore. Urnayr dichiarò anche il cristianesimo come religione ufficiale del suo regno. Tuttavia il cristianesimo si diffuse in Albania solo gradualmente, e gran parte degli albanii edei persiani rimasero zoroastriani fino alla conquista islamica.
Il regno della dinastia dei Mihranidi (630-705) arrivò in Albania all'inizio del VII secolo. Questa dinastia proveniva dalla provincia albana di Girdiman (adesso regione Shamkir-Gazakh dell'Azerbaigian). Partav (oggi Bardà) era il centro di questa dinastia. Secondo M. Kalankatli, il fondatore dei Mehranidi era Mehran (570-590), e il rappresentante era Varaz Grigor (628-642) che prese il titolo di "principe d'Albania".
Partav era la capitale dell'Albania durante il regno di Javanshir, figlio di Varaz Grigor (642-681). Javanshir mostrò la sua obbedienza al sovrano sassanide Yazdegerd III (632-651) nel primo periodo del suo regno. Era il capo dell'esercito albanese come sparapet e alleato di Yazdegerd III negli anni 636-642. Nonostante la vittoria araba nella battaglia di Kadissia nel 637, Javanshir combatté come alleato dei Sassanidi. Dopo la caduta dell'Impero Sassanide da parte del Califfato Arabo nel 651, Javanshir cambiò politica e si alleò a fianco dell'imperatore bizantino nel 654. Costantino II prese Javanshir sotto la sua protezione e divenne sovrano dello stato albanese grazie alla protezione di Bisanzio. Nel 662, Javanshir sconfisse i Cazari vicino al fiume Kura. Tre anni dopo (665), i Cazari attaccarono nuovamente l'Albania con maggiore forza e vinsero. Secondo l'accordo firmato tra Javanshir e il capo dei cazari, gli albanesiaccettarono di rendergli omaggio ogni anno. In cambio, i cazari restituirono tutti i prigionieri e saccheggiarono il bestiame. Il sovrano albanese stabilì relazioni diplomatiche con il Califfato al fine di proteggere il suo regno dall'invasione del Mar Caspio. A tal fine, andò a Damasco e incontrò il califfo Muaviya (667, 670). Di conseguenza, il califfato non intaccò l'indipendenza interna dell'Albania e, su richiesta di Javanshir, le tasse albanesi furono ridotte di un terzo. Javanshir fu assassinato nel 681 dai feudatari bizantini. Dopo la sua morte, i cazari attaccarono e saccheggiarono nuovamente l'Albania. Le truppe arabe entrarono in Albania nel 705 e catturarono l'ultimo erede di Javanshir a Damasco condannandolo a morte. Così, in Albania terminò il dominio della dinastia dei Mihrani finì. L'indipendenza interna dell'Albania venne abolita. L'Albania iniziò ad essere governata dal successore del Califfo.

## Medioevo

### Conquista islamica

Mappa dell'espansione del Califfato.

Gli arabi musulmani sconfissero i sasanidi e i bizantini mentre marciavano nella regione del Caucaso. Gli arabi resero l'Albania caucasica uno stato vassallo dopo che la resistenza cristiana, guidata dal principe Javanshir, si arrese nel 667. Tra il IX e il X secolo, gli autori arabi iniziarono a riferirsi alla regione tra i fiumi Kura e Aras come Arran. Durante questo periodo, gli arabi di Bassora e Kufa raggiunsero l'Azerbaigian e presero le terre che le popolazioni indigene avevano abbandonato.
All'inizio dell'VIII secolo, i territori dell'Azerbaigian erano al centro delle guerre del Califfato, dei cazari e dei bizantini. Nel 722-723, i cazari attaccarono i territori del Caucaso meridionale sotto i domini degli arabi e, di conseguenza, un esercito arabo guidato da al-Jarrah al-Hakami riuscì rapidamente a respingerli attraverso facendosi strada verso nord lungo la costa occidentale del Mar Caspio, recuperando Derbend e avanzando verso la capitale cazara di Balanjar. La capitale del khanato cazaro fu poi catturata e i prigionieri furono spostati intorno a Gabala. Di conseguenza al-Jarrah tornò con il bottino e con il carico di un gran numero di prigionieria Sheki dove piazzò il suo esercito.
Nel IX secolo, il califfato arabo stava affrontando le rivolte contro il suo dominio su diversi territori. Il movimento Khurramita sotto la guida di Babak fu una delle rivolte che si distinse per la sua persistenza e per un lungo periodo di tempo. Le vittorie di Babak sui generali arabi furono associate al possesso del forte di Badd e di una roccaforte di montagna inaccessibile secondo gli storici arabi i quali menzionarono che la sua influenza si estese anche ai territori dell'odierno Azerbaigian - "verso sud fino vicino ad Ardabil e Marand, a est verso il Mar Caspio e il distretto di Shamakhi e Shervan, a nord verso la steppa Muqan (Moḡan) e la riva del fiume Aras, a ovest verso i distretti di Jolfa, Nakjavan e Mardand.

### Selgiuchidi e stati successori
Il periodo selgiuchide della storia dell'Azerbaigian fu probabilmente ancora più cruciale della conquista araba in quanto contribuì a plasmare la nazionalità etnolinguistica dei moderni turchi azeri.

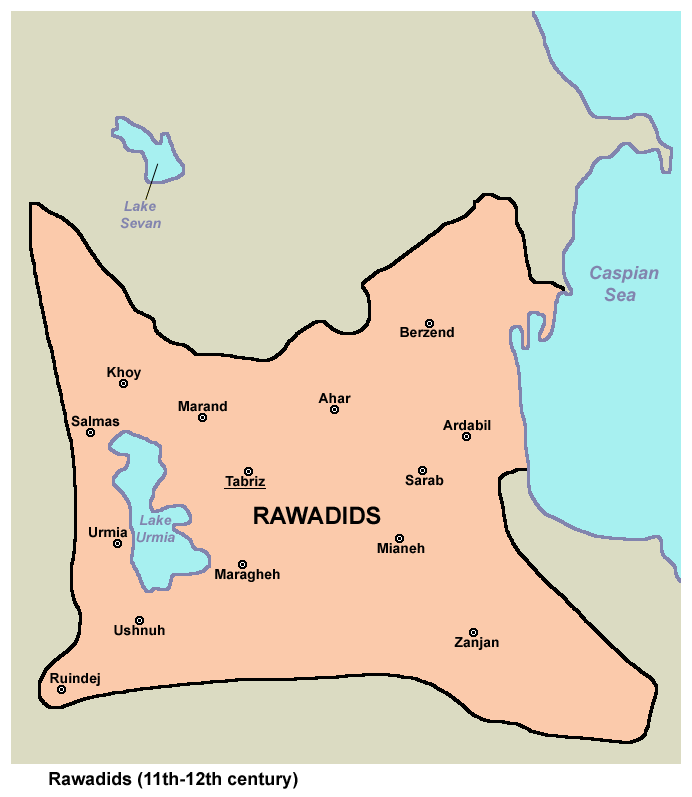
Rawaddidi, XI e XII secolo

Dopo il declino del califfato abbaside, il territorio dell'Azerbaigian era sotto il dominio di numerose dinastie come i Salaridi iraniani, i Sagidi, gli Shaddadidi e i Buwayhidi. Tuttavia, all'inizio dell'XI secolo, il territorio fu gradualmente conquistato da orde di tribù turche Oghuz provenienti dall'Asia centrale. La prima di queste dinastie turche furono i Ghaznavidi del nord dell'Afghanistan, che conquistarono l'Azerbaigian fino al 1030. Furono seguiti dai Selgiuchidi, un ramo occidentale degli Oghuz che conquistarono tutto l'Iran e il Caucaso e proseguirono verso l'Iraq dove rovesciarono i Buwayhidi a Baghdad nel 1055.
I Selgiuchidi divennero i principali governanti di un vasto impero che comprendeva tutto l'Iran e l'Azerbaigian fino alla fine del XII secolo. Durante il periodo selgiuchide, l'influente visir dei sultani selgiuchidi, Nizam ul-Mulk (un noto studioso e amministratore persiano) è conosciuto per aver contribuito a introdurre numerose riforme educative e burocratiche. La sua morte nel 1092 segnò l'inizio del declino dello stato selgiuchide, un tempo ben organizzato, che si deteriorò ulteriormente dopo la morte del sultano Ahmad Sanjar nel 1153.
A livello locale, i possedimenti selgiuchidi erano governati dagli Atabeg, che erano tecnicamente vassalli dei sultani selgiuchidi, ma che a volte divennero essi stessi sovrani de facto. Il titolo di Atabeg era comune durante il dominio selgiuchide del Medio Oriente a partire dal XII° secolo. Sotto il loro dominio dalla fine del XII all'inizio del XIII secolo, l'Azerbaigian emerse come un importante centro culturale del popolo turco. I palazzi degli Atabeg (Eldiguz) e degli Shirvanshah ospitarono illustri personaggi dell'epoca, molti dei quali erano eccezionali artigiani e scienziati musulmani. Il più famoso dei governanti Atabeg era Shams al-din Eldeqiz (Eldeniz).
Sotto i Selgiuchidi, furono raggiunti grandi progressi in diversi ambiti della scienza e della filosofia attraverso esponenti iraniani come Bahmanyar, Khatib Tabrizi, Shahab al-Din Suhrawardi e altri. I poeti persiani come Nizami Ganjavi e Khaqani Shirvani, che vissero in questa regione, incarnano il punto più alto della raffinata letteratura persiana medievale. Inoltre, la regione ebbe una forte crescita edilizia e l'unicità dell'architettura del periodo del sultano Seljuq è rappresentata dalle mura delle fortezze, dalle moschee, dalle scuole, dai mausolei e dai ponti di Baku, Ganja e Absheron che furono costruiti durante il XII° secolo.
Nel 1225, Jalal al-Din Mankubirni dell'Impero della Corasmia pose fine al dominio Atabeg.

### I mongoli e il dominio dell'Ilkhanato
L'invasione mongola del Medio Oriente e del Caucaso è stata devastante per l'Azerbaigian e per la maggior parte dei suoi vicini. Dal 1220 cominciò a pagare i tributi ai mongoli. I condottieri Jebe e Subotai resero neutrale il piccolo stato. Nel 1231, i mongoli occuparono la maggior parte dell'Azerbaigian e uccisero Jalal al-Din Mankubirni, che aveva rovesciato la dinastia Atabeg. Nel 1235 i mongoli distrussero le città di Ganja, Shamkir, Tovuz, Shabran mentre si recavano alla conquista della Rus' di Kiev. Nel 1236 tutta la Transcaucasia era nelle mani di Ögödei Khan.

### La fine del dominio mongolo e la rivalità Kara Koyunlu-Ak Koyunlu

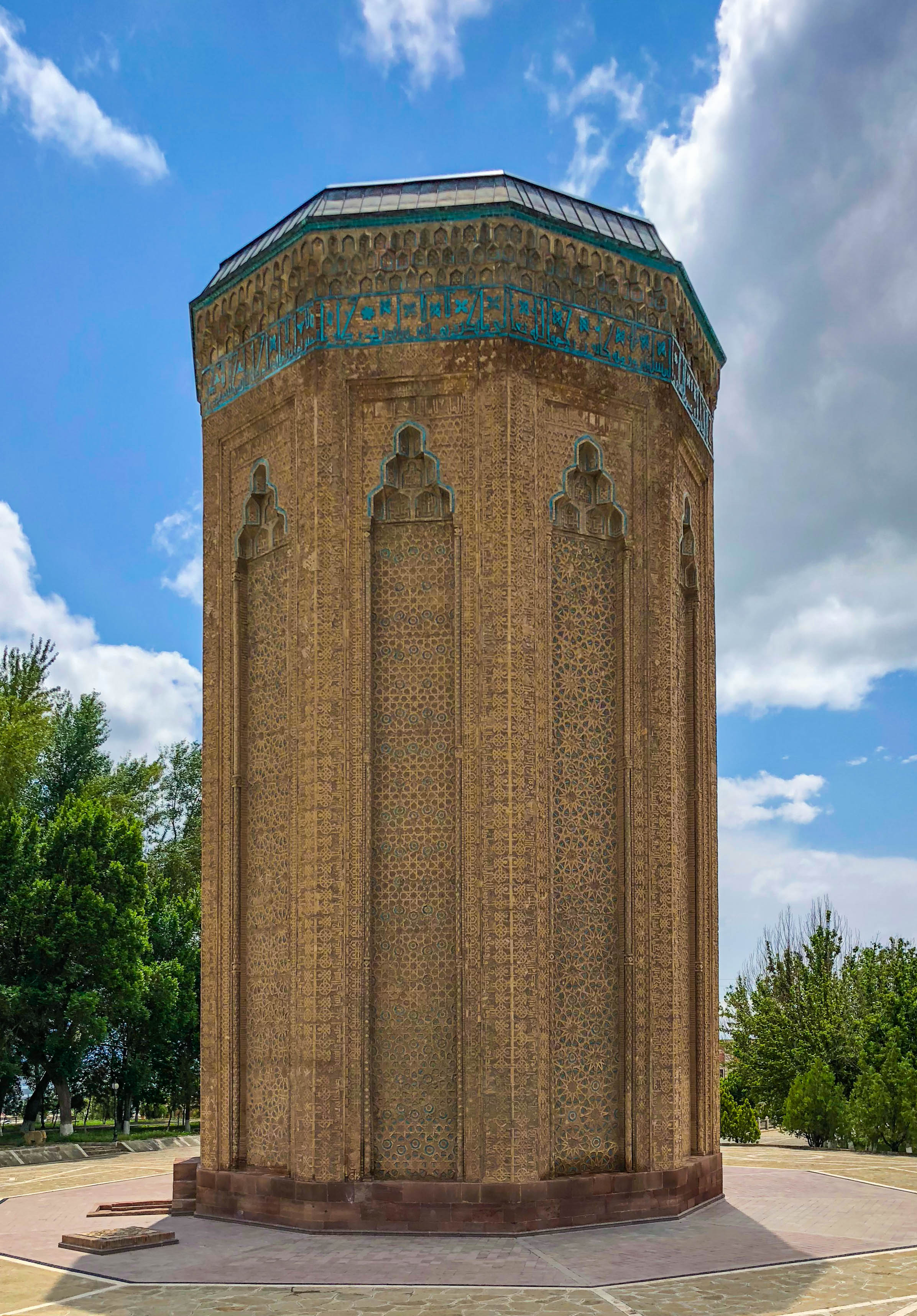
Il mausoleo di Momine Kathun, a Nakhchivan

Tamerlano (Amir Timur) lanciò una devastante invasione dell'Azerbaigian nel 1380 e incorporò temporaneamente l'Azerbaigian nel suo vasto dominio che abbracciava gran parte dell'Eurasia. Lo stato di Shirvanshah sotto Shirvanshah Ibrahim I era anche vassallo di Tamerlano che fu aiutato nella sua guerra con il sovrano mongolo Toktamish dell'Orda d'Oro. L'Azerbaigian passò un periodo di disordini sociali e conflitti religiosi a causa del conflitto settario avviato dagli Hurufi, Bektashi e altri movimenti.
Dopo la morte di Tamerlano nel 1405, salì al potere il suo quarto figlio Shah-Rukh che regnò fino al 1446. A ovest dei domini di Shah-Rukh emersero due nuovi stati turchi rivali: il Kara-Koyunlu con sede intorno al lago Van e l'Ak-Koyunlu incentrato a Diyarbakır. Inizialmente, furono in ascesa i Kara-Koyunlu quando il loro capo Kara Yusuf che sconfisse il sultano Ahmad, l'ultimo dei Jalayiridi, e conquistò le terre a sud dell'Azerbaigian nel 1410, stabilendo la sua capitale a Tabriz. Sotto Jahan-Shah, i Kara Koyunlu espansero il loro territorio nell'Iran centrale e fino al Khorasan. In seguito, tuttavia, gli Ak Koyunlu acquisirono maggiore importanza sotto Uzun Hasan, superando Jahan-Shah nel 1468. Uzun Hasan governò tutto l'Iran, l'Azerbaigian e l'Iraq fino alla sua morte avvenuta nel 1478. Sia l'Ak-Koyunlu che il Kara-Koyunlu perseguirono la tradizione timuride di generosi mecenati della letteratura, della poesia e delle arti, come illustrano i famosi dipinti islamici in miniatura di Tabriz.

### Gli Shirvanshah
Shīrwān Shāh o Sharwān Shāh, era il titolo in epoca islamica medievale di una dinastia persianizzata di origine araba.

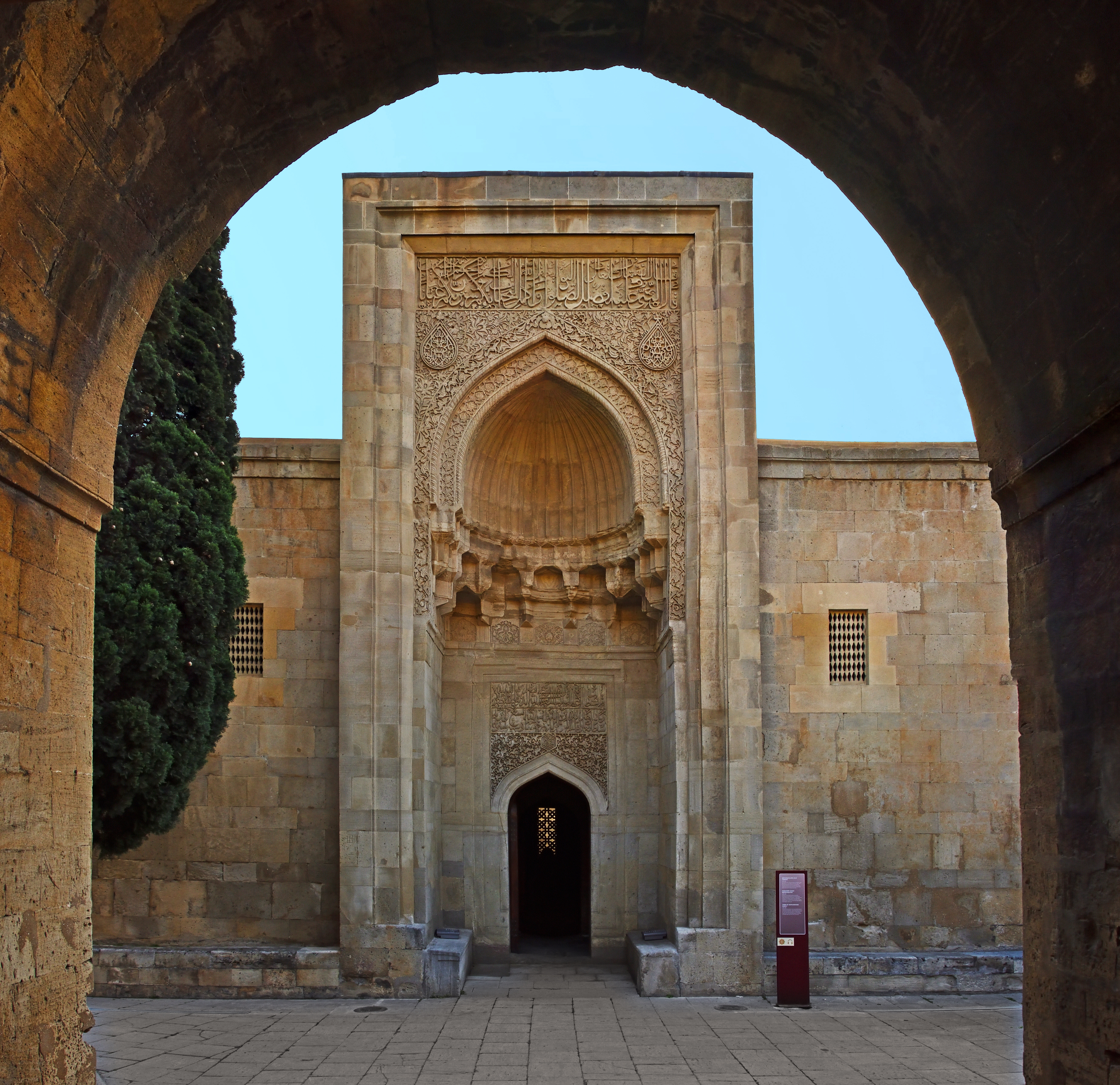
Mausoleo degli Shirvanshah a Baku, XV secolo

Il ruolo dello stato degli Shirvanshah fu importante nello sviluppo nazionale dell'Azerbaigian. Gli Shirvanshah mantennero un alto grado di autonomia come governanti e vassalli locali dall'861 al 1539 e fornirono una continuità che durò più a lungo di qualsiasi altra dinastia nel mondo islamico. Sono due i periodi di uno stato indipendente Shirvan: il primo nel XII° secolo, sotto i sultani Manūchehr e Axsitan che costruirono la roccaforte di Baku, e il secondo nel XV secolo sotto la dinastia Derbendita. Tra il XIII e il XIV secolo, gli Shirvanshah furono vassalli degli imperi mongolo e timuride.
I sovrani Khalilullah I e Farrukh Yassar presidiarono un periodo altamente stabile nella storia della dinastia. Il complesso architettonico del "Palazzo degli Shirvanshah" a Baku (che fu anche un luogo di sepoltura della dinastia) e la Sufi Khaneqa Khalwatiyya furono costruiti durante il regno di questi due sovrani a metà del XV secolo. I governanti Shirvanshah erano sunniti più o meno ortodossi, e quindi si opposero all'Islam sciita eterodosso dell'ordine sufi safavide. Nel 1462 Shaykh Junayd, il capo dei Safavidi, fu ucciso in battaglia contro gli Shirvanshah, vicino alla città di Gusar (fu sepolto nel villaggio di Hazra) - un evento che ha plasmato le successive azioni safavide che portarono a una nuova fase nella storia dell'Azerbaigian.

### Safavidi e l'ascesa dell'Islam sciita

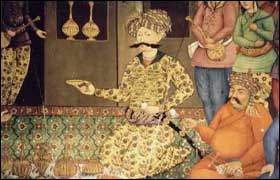
Shah Abbas I dei Safavidi, a un banchetto. Particolare di un affresco sul soffitto; Palazzo Chehel Sotoun; Isfahan.

Il Safavidi (Safaviyeh) erano un ordine religioso sufi centrato in Iran e formato negli anni 1330 dallo sceicco Safi Al-Din (1252–1334), da cui prese il nome omonimo.
Questo ordine sufi si convertì apertamente al ramo eterodosso dell'islam sciita entro la fine del XV secolo. Alcuni seguaci safavidi, in particolare i Kizilbash, credevano nella natura mistica ed esoterica dei loro governanti e nella loro relazione con la casa di Alì, e quindi erano zelanti e predisposti a combattere per loro. I governanti safavidi affermarono di discendere dallo stesso Ali e da sua moglie Fatimah, figlia di Maometto, attraverso il settimo Imam Musa al-Kazim. Il numero di Kizilbash aumentò nel XVI secolo e i loro generali furono in grado di condurre una guerra di successo contro lo stato di Ak-Koyunlu catturando la città di Tabriz.
I Safavidi, guidati da Ismail I, espansero la loro base ad Ardabil, conquistando il Caucaso, parti dell'Anatolia, la Mesopotamia, l'Asia centrale e parti occidentali dell'Asia meridionale. Nello stesso periodo Ismail saccheggiò Baku nel 1501 e perseguitò gli Shirvanshah sunniti. Il territorio dell'attuale Azerbaigian fu conquistato dai Safavidi iraniani, insieme ad Armenia e Daghestan, tra il 1500 e il 1502.

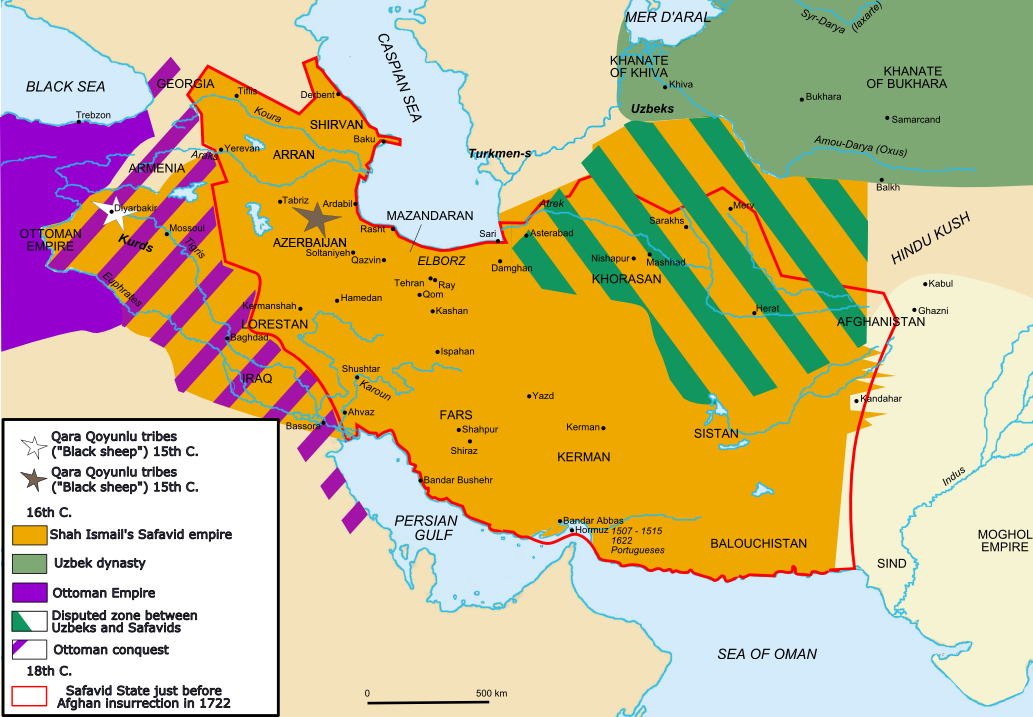
Impero di Ismail I.

Durante il regno di Ismail I e di suo figlio Tahmasp, l'Islam sciita fu imposto alla popolazione precedentemente sunnita dell'Iran e dell'Azerbaigian. L'imposizione dell'Islam sciita è stata particolarmente dura a Shirvan, dove è stata massacrata un'ampia popolazione sunnita. Durante questo periodo l'Iran safavide divenne una teocrazia feudale e lo Scià era ritenuto il capo di Stato e di religione su ordine divino. Durante questo periodo, i capi Kizilbashi furono designati wakil (o amministratori legali) con uffici responsabili dell'amministrazione provinciale e venne creata la classe degli Ulema islamici sciiti.
Le guerre con l'Impero ottomano sunnita, opposto ai Safavidi, continuarono durante il regno di Shah Tahmasp. Le importanti città safavide di Shamakha, Ganja e Baku furono occupate dagli Ottomani negli anni '80 del Cinquecento.
Sotto il regno di Abbas I il Grande (1587-1630) la monarchia raggiunse l'apice e assunse un'identità nazionale distintamente persiana che si fondeva con l'Islam sciita. Il regno di Abbas I rappresentò il punto più alto dello sviluppo dello stato e fu in grado di respingere gli ottomani e riconquistare l'intero Caucaso nel 1603, compresi quelli che ora sono l'Azerbaigian e lo Shirvan. Essendo consapevole del potere di interferenza del Kizilbash, continuò la stessa politica dei suoi predecessori, ovvero l'integrazione completa del Caucaso e dei suoi elementi nella società persiana. Per adempiere a questo, deportò in Iran centinaia di migliaia di circassi, georgiani e armeni, che salirono a ranghi alti e bassi nell'esercito, nella casa reale e nell'amministrazione civile. I loro discendenti continuano a esistere in Iran, come armeni iraniani, georgiani iraniani e circassi iraniani.
L'impatto religioso dei Safavidi fu inoltre enorme sia sull'Iran contemporaneo che sull'Azerbaigian, poiché la popolazione azera venne convertita con la forza allo sciismo all'inizio del XVI secolo nello stesso momento in cui Safavidi dominavano i popoli di quello che è oggi l'Iran. Il territorio dell'attuale Azerbaigian, quindi, detiene la seconda più grande popolazione di musulmani sciiti in percentuale subito dopo l'Iran, e le due sono le uniche nazioni in cui la popolazione è in maggioranza assoluta, a livello nominale, sciita.

## Khanati tra il XVIII l'inizio del XIX secolo e la cessione forzata dell'Iran alla Russia

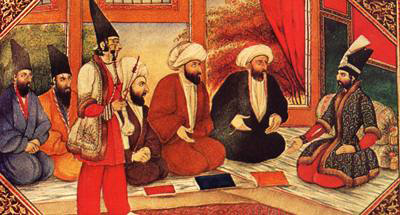
Pittura dell'era Qajar, mullah alla presenza reale.

Quando i conflitti civili presero piede in Iran, la maggior parte dell'Azerbaigian fu presto occupato dagli Ottomani (dal 1722 al 1736). Nel frattempo, dal 1722 al 1735, durante il regno di Pietro il Grande, la fascia costiera lungo il Mar Caspio che comprendeva Derbent, Baku e Salyan, passò sotto il dominio imperiale russo attraverso la guerra russo-persiana del 1722-1723.
Dopo il crollo dell'impero safavide, Nadir Shah Afshar, genio militare iraniano di origine turcomanna, salì al potere. Egli acquisì il controllo sull'Iran, cacciò definitivamente gli afghani nel 1729, e procedette con un'ambiziosa foga militare, alle conquiste verso Oriente fino a Delhi, avendo il sogno di fondare un altro grande impero persiano. Non fortificando la sua base persiana esaurì gravemente il suo esercito. Nadir aveva il controllo effettivo sul sovrano Shah Tahmasp II e poi governò come reggente del neonato Abbas III, fino al 1736, quando si fece incoronare Shah. L'incoronazione di Nadir Shah avvenne a Mughan, nell'attuale territorio dell'Azerbaigian. Nader era un genio militare, formò in breve tempo un nuovo impero iraniano nativo che comprendeva un territorio che non si vedeva dai tempi dei Sassanidi. Conquistò tutto il Caucaso, la Mesopotamia, parti dell'Anatolia, gran parte dell'Asia centrale e schiacciò i Moghul nella battaglia di Karnal, avendo libero accesso alla loro capitale Delhi, che saccheggiò completamente, portando con sé enormi ricchezze in Persia. Il suo impero, tuttavia, fu piuttosto breve, ma nonostante ciò è considerato l'ultimo grande sovrano dell'Asia.

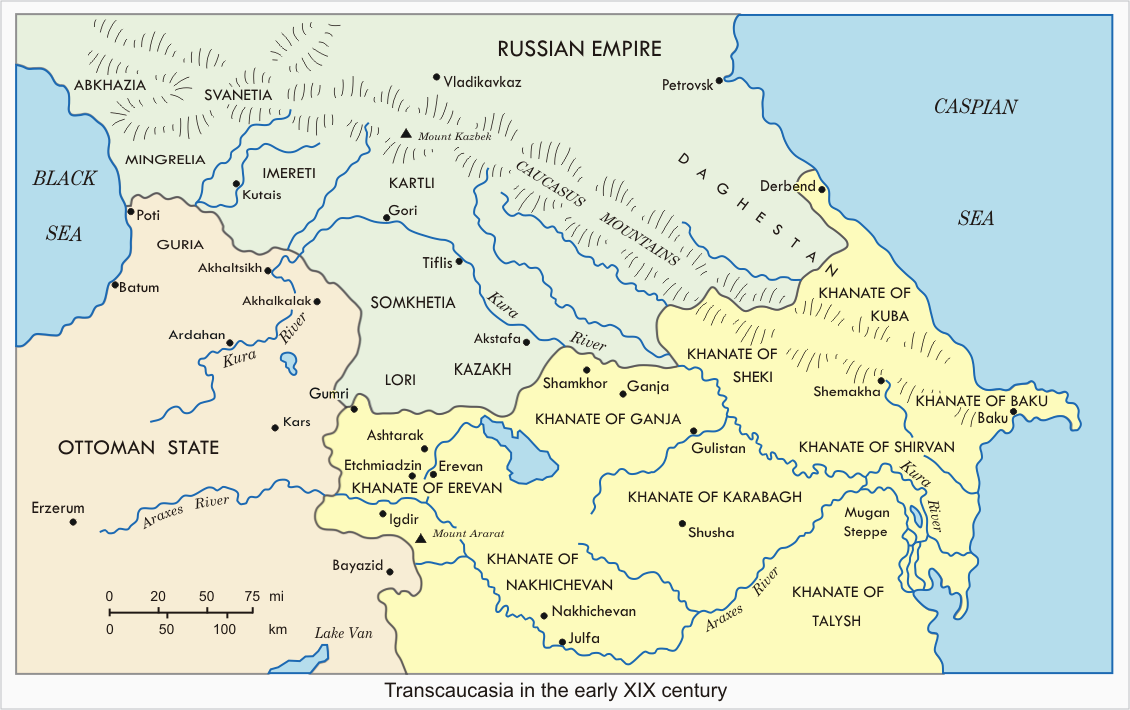
Khanati, a nord e a sud del fiume Aras.

Dopo l'assassinio di Nadir Shah nel 1747, l'impero persiano si disintegrò sotto gli Afsharidi. Nell'area emersero diversi khanati turchi musulmani con varie forme di autonomia. L'ex eunuco Agha Muhammad Khan dei Qajar poté dedicarsi alla restaurazione delle province periferiche del regno dei Safavidi e degli Afsharidi. Ritornato a Teheran nella primavera del 1795, radunò una forza di circa 60.000 cavalieri e fanteria e a Shawwal Dhul-Qa'da/May, partì per l'Azerbaigian, con l'intenzione di riconquistare tutti i territori perduti dagli ottomani e dai russi, inclusa l'area intorno ai fiumi Aras e Kura, precedentemente sotto il controllo iraniano Safavide/Afsharide. Questa regione comprendeva un certo numero di khanati di cui il più importante era quello del Karabagh, con la capitale a Shusha, il khanato di Ganja, con la sua capitale omonima, il khanato di Shirvan attraverso il Kura, con la sua capitale a Shamakhi e a nord-ovest, su entrambe le rive del Kura, la Georgia cristiana (Gurjistan), con capitale a Tiflis, che rimaneva sotto la sovranità nominale persiana. I khanati furono impegnati in una guerra costante tra di loro con la presenza di minacce dall'esterno. Il più potente tra i khan del nord era Fat'h Ali Khan di Quba (morto nel 1783), che riuscì a unire la maggior parte dei khanati vicini sotto il suo governo e organizzò persino una spedizione per catturare Tabriz, combattendo contro la dinastia Zand. Un altro potente khanato era quello del Karabakh, che sottomise il vicino khanato di Nakhchivan e in parte il khanato di Erivan.

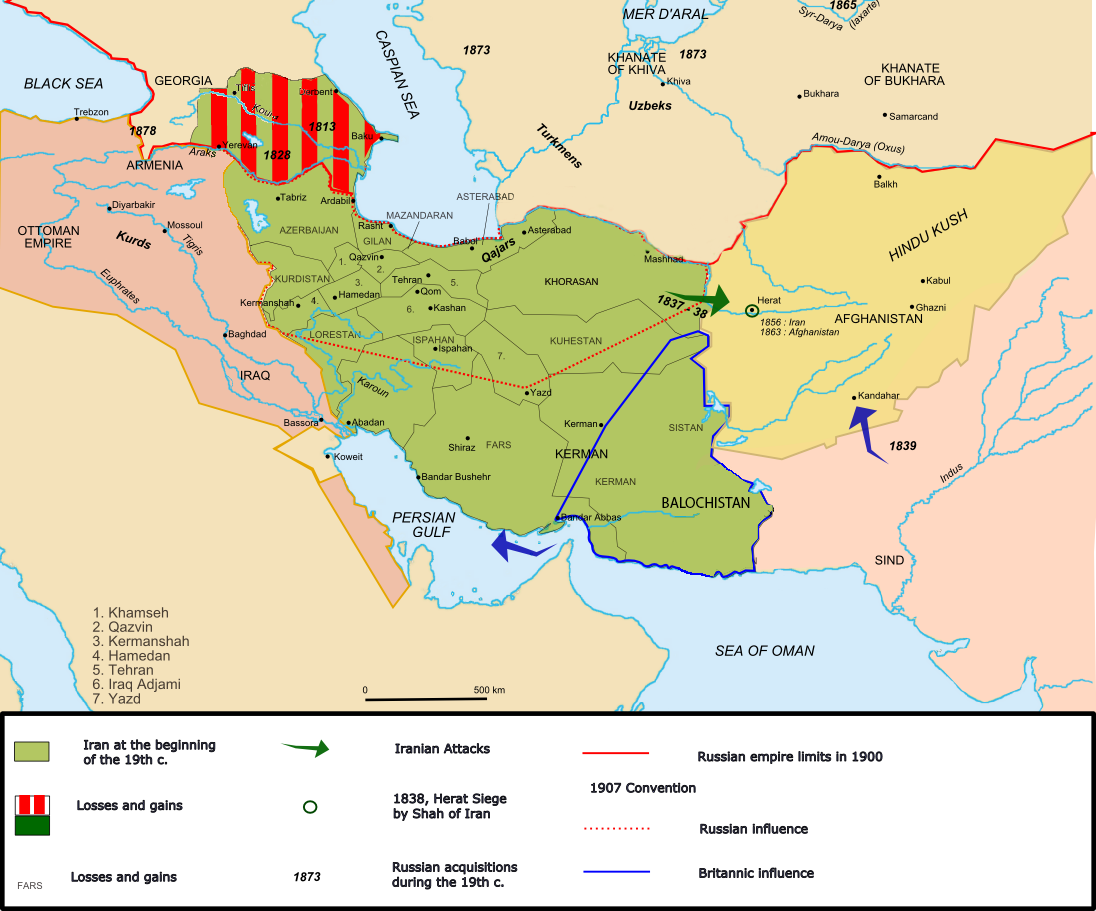
Mappa dell'Iran sotto la dinastia Qajar nel XIX secolo.

Agha Mohammad Khan uscì vittorioso dalla guerra civile iniziata con la morte dell'ultimo re Zand. Il suo regno è noto per la riemersione di un Iran unito e guidato a livello centrale. Dopo la morte di Nader Shah e dell'ultimo degli Zand, la maggior parte dei territori caucasici dell'Iran si staccarono formando vari khanati caucasici. Agha Mohammad Khan, come i re safavidi e Nader Shah prima di lui, considerava la regione non diversa dai territori dell'Iran vero e proprio. Pertanto, il suo primo obiettivo si concentrava nella reincorporazione della regione del Caucaso in Iran. La Georgia era considerata uno dei territori più integri. Per Agha Mohammad Khan, la ri-sottomissione e la reintegrazione della Georgia nell'impero iraniano faceva parte dello stesso processo che aveva portato Shiraz, Isfahan e Tabriz sotto il suo dominio. Come afferma la Cambridge History of Iran, la sua secessione permanente era inconcepibile e doveva essere contrastata nello stesso modo di un eventuale tentativo di separazione di Fars o Gilan. Era quindi naturale per Agha Mohammad Khan fare tutto ciò che era necessario nel Caucaso per sottomettere e reincorporare le regioni recentemente perdute dopo la morte di Nader Shah e dopo la scomparsa degli Zand.
Agha Mohammad Khan chiese successivamente che Eraclio II di Georgia rinunciasse al trattato con la Russia che era stato firmato diversi anni prima. Questo trattato aveva formalmente denunciato qualsiasi dipendenza dalla Persia e aveva acconsentito alla piena protezione e assistenza russa nei propri affari. Agha Mohammad Khan chiese quindi ad Eraclio II di accettare ancora una volta la sovranità persiana, in cambio della pace e della sicurezza del suo regno. Gli Ottomani, vicini rivali dell'Iran, riconobbero i diritti di quest'ultimo sulle regioni di Kartli e Kakheti per la prima volta in quattro secoli. Eraclio fece appello all'allora regnante protettore ai sensi del trattato, l'imperatrice Caterina II di Russia, cercando l'appoggio di almeno 3.000 truppe russe. Tuttavia non ottenne risposta, e la Georgia fu lasciata sola a respingere la minaccia persiana. Eraclio II rifiutò nuovamente l'ultimatum del Khan. In risposta, Agha Mohammad Khan invase la regione del Caucaso dopo aver attraversato il fiume Aras e, mentre si recava in Georgia, ha risoggiogò i territori del khanato di Erivan, di Shirvan, di Nakhchivan, di Derbent, di Talysh, di Shaki e del Karabakh, che comprendevano le aree dell'Armenia attuale, dell'Azerbaigian, del Daghestan e di Igdir. Dopo aver raggiunto la Georgia con il suo grande esercito, ebbe luogo la battaglia di Krtsanisi, che portò alla cattura e al saccheggio di Tbilisi, nonché all'efficace risottomissione della Georgia all'Iran. Al suo ritorno dalla sua campagna vittoriosa a Tbilisi e nel controllo effettivo della Georgia, furono portati in Iran circa 15.000-20.000 prigionieri georgiani. Agha Mohammad fu formalmente incoronato Shah nel 1796 nella pianura di Mughan, proprio come il suo predecessore Nader Shah circa sessant'anni prima.

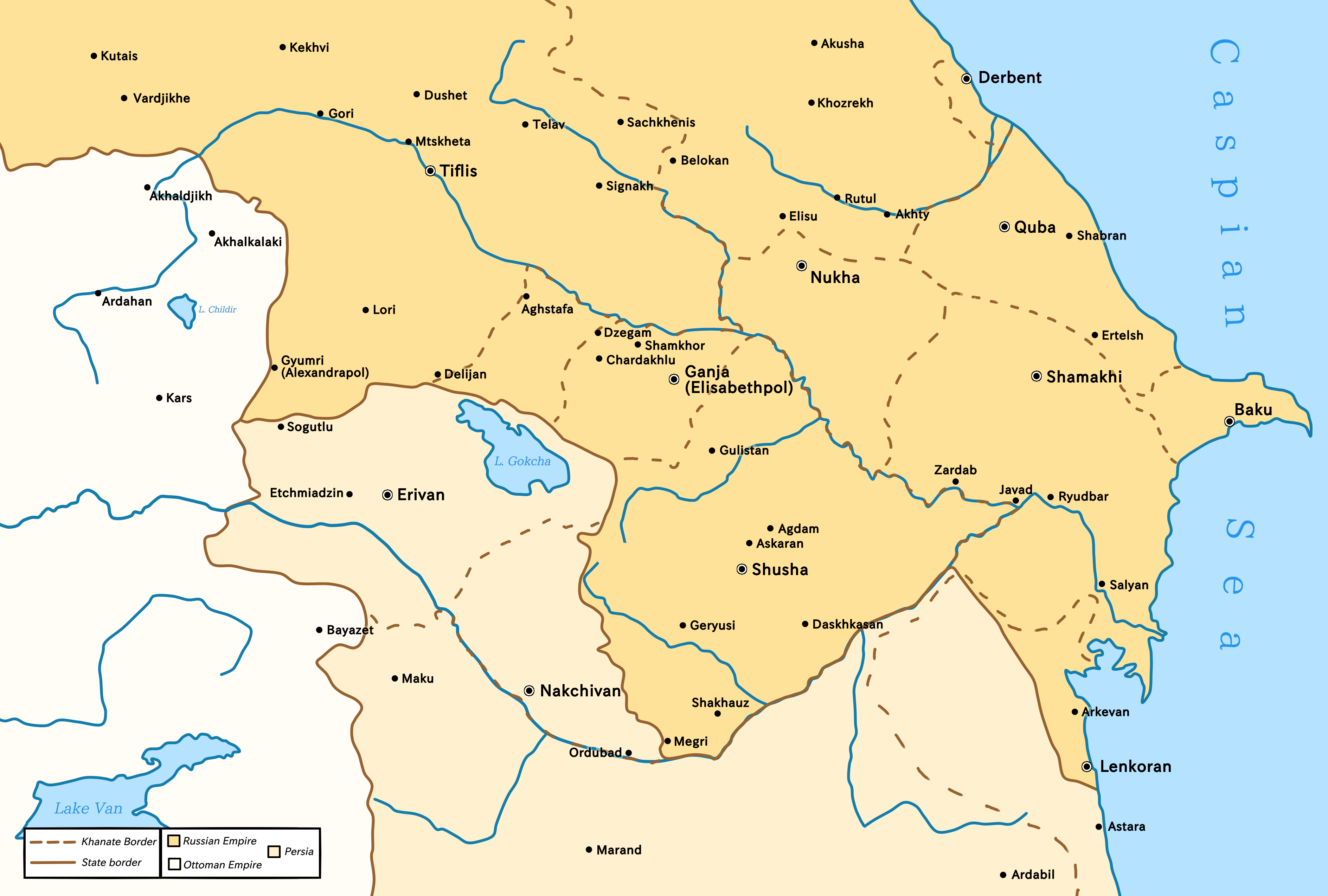
Il Caucaso dopo il Trattato di Golistan, che vide la Persia cedere la maggior parte dei khanati settentrionali alla Russia dopo la prima guerra russo-persiana.

Agha Mohammad Shah fu successivamente assassinato mentre preparava una seconda spedizione contro la Georgia nel 1797 a Shusha (oggi parte della Repubblica dell'Azerbaigian) e il re Eraclio morì all'inizio del 1798. L'egemonia iraniana sulla Georgia non durò a lungo. Nel 1799 i russi marciarono verso Tbilisi. I russi erano già attivamente impegnati con una politica espansionistica verso i suoi imperi vicini a sud, vale a dire l'Impero Ottomano e i successivi regni iraniani, dalla fine del XVII e l'inizio del XVIII secolo. I due anni successivi all'ingresso della Russia a Tbilisi furono un periodo di confusione. Il regno georgiano, indebolito e devastato, con metà della sua capitale in rovina, fu facilmente assorbito dalla Russia nel 1801. L'Iran non avrebbe potuto permettere la cessione della Transcaucasia e del Daghestan, che per secoli avevano fatto parte del concetto di Iran. Pertanto ciò sarebbe diventata anche la causa diretta delle guerre che ebbero luogo diversi anni dopo, contro la Russia. La guerra russo-persiana (1804-1813) e la guerra russo-persiana (1826-1828), portarono alla fine alla cessione forzata e irrevocabile e alla perdita di ciò che è oggi la Georgia orientale, il Daghestan, l'Armenia e l'Azerbaigian alla Russia imperiale attraverso i trattati di Golestan del 1813 e di Turkmenchay del 1828. La seconda guerra russo-persiana portò a perdite significative di vite umane e di proprietà in Daghestan e nel Caucaso meridionale, interrompendo il commercio e l'agricoltura. La regione, tuttavia, fu per lo più risparmiata durante la guerra del 1826-1828, poiché la maggior parte dei combattimenti ebbe luogo in territorio iraniano. Come conseguenza delle guerre, i legami di lunga data tra l'Iran e la regione furono interrotti nel corso del XIX secolo quando la Russia incorporò il territorio nella regione.

## Transizione dal dominio iraniano al dominio russo

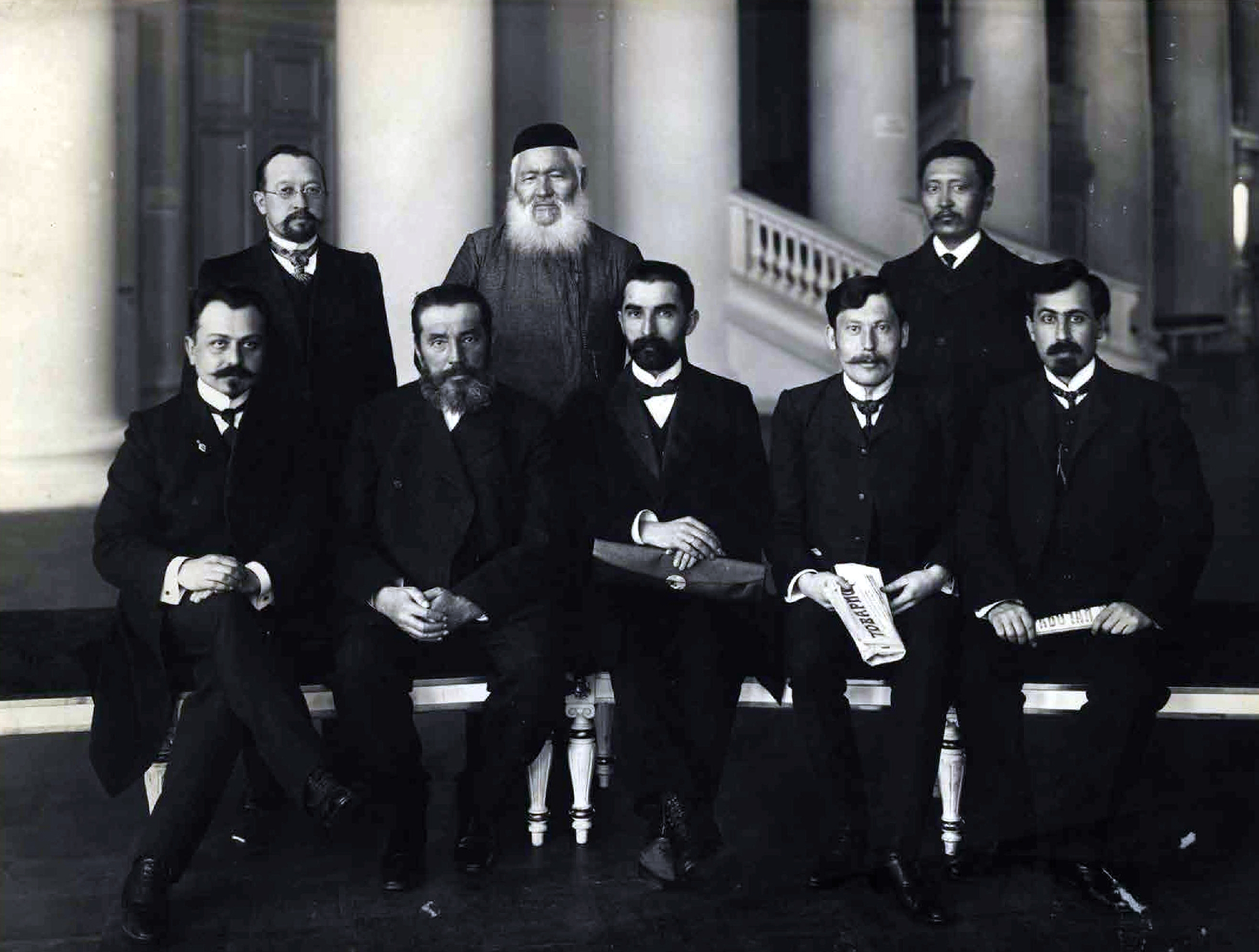
Un gruppo di deputati azeri della Duma di Stato dell'Impero russo), 1907.

Dopo la sconfitta da parte della Russia, l'Iran dei Qajar fu costretto a firmare il Trattato di Golestan nel 1813, che determinò la fine della guerra russo-persiana e i khanati locali furono aboliti (come a Baku o Ganja) accettando il patrocinio russo.
L'altra guerra russo-persiana nel 1826-1828 portò a un'altra sconfitta per l'esercito iraniano e alla sottoscrizione del Trattato di Turkmenchay, che portò la cessione iraniana degli ultimi territori caucasici rimasti nel 1828, comprendendo le ultime parti della moderna Repubblica azera (i khanati di Nakhchivan e Lankaran) e l'odierna Armenia (khanato di Erivan). Oltre a questi cambiamenti nell'amministrazione e nella sovranità dei khanati, il trattato di Turkmenchay contemplava alcuni articoli riguardanti le tariffe, in particolare sull'abbassamento tariffario per il possibile flusso di merci russe; stabiliva inoltre delle concessioni legali tali da garantire alla Russia il diritto di mantenere una marina nel Mar Caspio. Questi articoli delinearono anche il quadro delle relazioni bilaterali tra Russia e Iran fino al 1917.
Il trattato stabilì gli attuali confini dell'Azerbaigian e dell'Iran con la fine del governo dei khan. Pertanto, l'odierna Repubblica dell'Azerbaigian doveva essere eventualmente creata dai territori integrali dell'Iran, che furono conquistati dalla Russia nel corso del XIX° secolo. Nei nuovi territori controllati dalla Russia, furono stabilite due province che in seguito costituirono la gran parte della Repubblica moderna: la provincia di Elisavetpol (Ganja) a ovest e la provincia di Shamakha a est. L'area a nord del fiume Aras, tra cui il territorio dell'odierna Repubblica dell'Azerbaigian, era territorio iraniano fino a quando non furono occupati dalla Russia nel corso del XIX secolo. Come risultato diretto delle annessioni da parte della Russia imperiale del territorio iraniano nel Caucaso, che includeva l'odierna Repubblica azera, il popolo azero è oggi diviso tra l'Azerbaigian e l'Iran. La conquista russa determinò un grande esodo di musulmani caucasici verso i confini dell'Iran, che includevano molti azeri provenienti da nord del fiume Aras.

### L'amministrazione dopo il 1828
Dal tempo delle conquiste russe fino al 1840, l'Azerbaigian fu governato dalle forze militari dello zar. La Russia riorganizzò i khanati della regione in nuove province, ciascuna presieduta da un ufficiale dell'esercito. Gli ufficiali governavano attraverso una combinazione di leggi locali e russe. Tuttavia, a causa della generale non familiarità degli ufficiali con le usanze locali, la legge imperiale russa fu sempre e maggiormente applicata, il che portò al malcontento tra la popolazione locale. L'amministrazione russa non era alla pari con gli azeri non cristiani e le autorità religiose erano tenute sotto controllo creando fastidi tra i cittadini non cristiani. Lo stato russo compì degli sforzi per il controllo dell'applicazione della legge islamica nell'impero. Furono creati due consigli ecclesiastici per sovrintendere a tutte le attività religiose islamiche. Lo stato nominava un mufti per il consiglio sunnita e uno sceicco al-Islam per gli sciiti. Nel 1857 le autorità religiose georgiane e armene avevano la supervisione nel censurare le rispettive comunità; tuttavia, le opere e i libri religiosi musulmani dovevano essere approvati da un comitato di censura a Odessa. Inoltre, i turchi azeri furono soggetti a un intenso proselitismo russo.
Alla fine degli anni '30 del XIX secolo furono stabiliti dei piani per sostituire il governo militare con gli ufficiali di un'amministrazione civile. Quando il nuovo sistema legale entrò in vigore nel gennaio 1841, la Transcaucasia fu divisa in una provincia georgiano-imereta e un oblast caspico centrato a Shamakhi. In seguito furono tracciati nuovi confini amministrativi che ignorarono i confini storici o le composizioni etniche. Alla fine del governo militare in Azerbaigian, la legge imperiale russa raggiunse l'egemonia in tutte le questioni penali e civili. La giurisdizione dei tribunali religiosi tradizionali e dei qadi fu ridotta al diritto di famiglia. A seguito di un catastrofico terremoto nel 1859, la capitale della provincia orientale fu trasferita da Shamakhi a Baku che acquisì nel tempo una maggiore importanza.

### Baku
Dopo il trattato di Golestan nel 1813, Baku fu completamente integrata nell'impero russo. Negli anni successivi alla conquista russa, l'Azerbaigian vide uno sviluppo economico significativo, soprattutto nella città di Baku dopo la seconda metà del XIX secolo. Le valute degli ex khanati furono sostituite dal rublo e le reciproche tariffe furono abolite. Queste riforme incoraggiarono ulteriori investimenti nella regione. La Russia iniziò a investire in società per azioni nella regione e nel 1840 le navi a vapore navigarono per la prima volta sul Caspio. Il porto di Baku vide un aumento da una media di 400.000 rubli di commercio negli anni '30 dell'Ottocento a una media di 500.000 negli anni '40 dell'Ottocento e tra 700.000 e 900.000 rubli alla vigilia della guerra di Crimea.
Sebbene il petrolio fosse stato già coperto ed esportato dalla zona secoli prima, la corsa al petrolio azero degli anni '70 dell'Ottocento portò a un periodo di prosperità e crescita senza precedenti negli anni antecedenti alla prima guerra mondiale, ma creò anche enormi disparità di ricchezza tra i capitalisti in gran parte europei e la forza lavoro musulmana locale. A partire dagli anni '70 dell'Ottocento Baku conobbe un periodo di rapida crescita industriale a seguito del boom del petrolio. La prima raffineria di petrolio dell'Azerbaigian fu fondata vicino a Baku nel 1859 e il primo impianto di cherosene della regione fu eretto nel 1863. I pozzi costruiti negli anni '70 dell'Ottocento diedero il via al boom. I terreni petroliferi furono presto venduti all'asta agli offerenti. Questo sistema proteggeva la proprietà degli investitori e incoraggiava ulteriori investimenti nelle operazioni delle loro partecipazioni. La maggior parte delle persone che acquisirono le terre petrolifere erano russi e armeni dell'élite, e su 51 lotti venduti alla prima asta solo 5 furono acquistati dai turchi azeri. Su oltre a 54 società di estrazione di petrolio a Baku nel 1888, solo 2 società degne di nota erano di proprietà degli azeri. I turchi azeri parteciparono in gran numero alle operazioni di estrazione e raffinazione su piccola scala. 73 delle 162 raffinerie di petrolio erano di proprietà dell'Azerbaigian, ma tutte tranne 7 avevano meno di 15 dipendenti. Nei decenni successivi alla corsa al petrolio e agli investimenti esteri, altre industrie crebbero in Azerbaigian. Il sistema bancario fu uno dei primi a reagire all'industria petrolifera. Nel 1880 un ramo della banca statale aprì a Baku e nel primo anno di attività emise 438.000 rubli.  Nel 1899 tutti gli istituti bancari di Baku avevano emesso in tutto 11,4 milioni di rubli di titoli fruttiferi. Anche i settori dei trasporti e delle spedizioni crebbero come risultato dell'espansione del mercato petrolifero. Il numero di navi sul Caspio è quadruplicato tra il 1887 e il 1899. La ferrovia transcaucasica, completata nel 1884, collegava Baku sulla costa del Caspio a Batumi sulla costa del Mar Nero via Ganja (Elizavetpol) e Tiflis. Oltre al trasporto del petrolio, la ferrovia serviva a sviluppare nuove relazioni tra le aree agricole rurali e le zone industriali. La connettività della regione fu ulteriormente incrementata dall'implementazione di nuove infrastrutture di comunicazione, con linee telegrafiche che collegavano Baku a Tiflis via Ganja (Elizavetpol) negli anni '60 dell'Ottocento e un sistema telefonico operativo all'interno di Baku negli anni '80 dell'Ottocento.
La corsa fu stimolata dal magnate petrolifero armeno Mirzoev e dalle sue pratiche di trivellazione, che furono poi sostituite dall'asta di terre petrolifere, la maggior parte delle quali furono acquistate da russi e armeni, seguiti dagli europei, in particolare da Robert Nobel di Branobel. Nel 1900, la popolazione di Baku aumentò da 10.000 a circa 250.000 abitanti a causa della migrazione di lavoratori da tutto l'impero russo, dall'Iran e da altri luoghi. La crescita di Baku e la progressione di un'economia di sfruttamento portarono all'emergere di un'intellighenzia nazionalista azera che fu istruita e influenzata dalle idee europee e ottomane. Pensatori influenti come Hasan bey Zardabi, Mirza Fatali Akhundov e più tardi, Jalil Mammadguluzadeh, Mirza Alakbar Sabir, Nariman Narimanov e altri stimolarono un discorso nazionalista.
Dopo la disastrosa guerra russo-giapponese, a Baku scoppiò una crisi economica e politica, che iniziò con uno sciopero generale dei lavoratori del petrolio nel 1904. Nel 1905, le tensioni di classe ed etniche sfociarono in rivolte etniche musulmane-armene durante la prima rivoluzione russa. I governi zaristi avevano, infatti, sfruttato i conflitti etnici e religiosi per mantenere il controllo nella politica di divide et impera.
La situazione migliorò durante il 1906-1914, quando in Russia fu introdotto un sistema parlamentare limitato e i parlamentari musulmani dell'Azerbaigian promuovevano attivamente gli interessi azeri. Nel 1911, fu formato il partito panturco e panislamista Musavat, ispirato all'ideologia di una modernizzazione del centro-sinistra sposata da Mammed Amin Rasulzade. Il partito, fondato clandestinamente, si espanse rapidamente nel 1917, dopo il rovesciamento del regime zarista in Russia. Le componenti più essenziali dell'ideologia Musavat erano la laicità, il nazionalismo e il federalismo, o l'autonomia all'interno di una struttura politica più ampia. Tuttavia, l'ala destra e di sinistra del partito differivano su alcune questioni, in particolare sulla distribuzione delle terre. Il leader del partito, Mammed Amin Rasulzade, era di sinistra.
Dopo il coinvolgimento della Russia nella prima guerra mondiale, le tensioni sociali ed economiche aumentarono nuovamente. La rivoluzione russa del 1917 portò infine alla concessione di diritti alla popolazione locale del territorio che oggi costituisce l'Azerbaigian e alla concessione dell'autogoverno. Questa autonomia, però, portò anche a un rinnovato conflitto etnico tra le etnie azere e armene.

## Repubblica Democratica dell'Azerbaigian

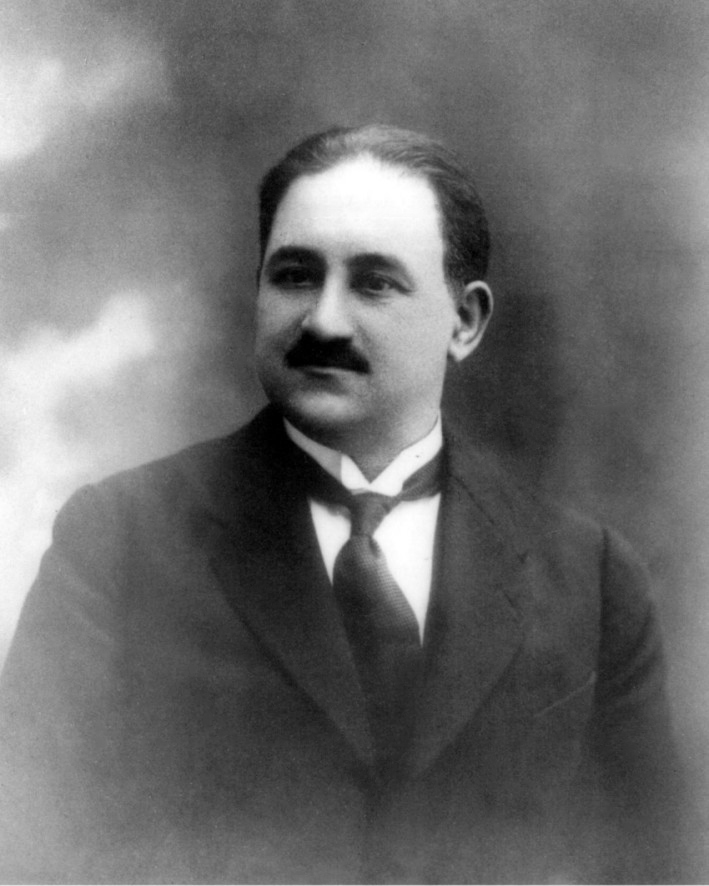
Məhəmməd Rəsulzadə era uno dei leader fondatori e portavoce della Repubblica Democratica dell'Azerbaigian nel 1918 ed era ampiamente considerato come il leader nazionale dell'Azerbaigian.

Dal crollo dell'Impero russo nel 1917, fu fondata la Repubblica Federale Democratica Transcaucasica che durò un breve lasso di tempo. Dopo lo sciogliemento della federazione fu proclamata la Repubblica Democratica dell'Azerbaigian il 28 maggio 1918 dal principale partito azero Musavat. Il nome di "Azerbaigian", fu adottato dal suo principale partito per ragioni politiche. Per la prima volta con l'istituzione di una repubblica azera il termine Azerbaigian veniva usato per identificare esclusivamente la regione adiacente dell'Iran nordoccidentale contemporaneo.
Fu la prima repubblica laica a maggioranza musulmana nel mondo. A Baku, una coalizione di bolscevichi, dashnaks e menscevichi combatté contro un esercito turco-islamico guidato da Nuru Pasha. Questa coalizione nota come "Comune di Baku" ispirò o tacitamente tollerò i massacri di musulmani locali da parte delle forze armene del Dashnak che erano ben armate. Questa coalizione, tuttavia, si dissolse e fu sostituita da un governo controllato dagli inglesi noto come Dittatura centrocaspiana nel luglio 1918. A seguito delle battaglie in agosto-settembre, il 15 settembre 1918 le forze congiunte della Repubblica Democratica dell'Azerbaigian e dell'Impero Ottomano guidato da Nuru Pasha entrarono a Baku e dichiararono la città capitale del giovane stato azero. Questo evento è da sempre considerato una delle pagine più onorevoli della storia dell'Azerbaigian.
L'Azerbaigian fu proclamato come repubblica laica e il suo primo parlamento fu aperto il 5 dicembre 1918. L'amministrazione britannica inizialmente non riconobbe la Repubblica ma collaborò tacitamente con essa. Fino alla metà del 1919 la situazione in Azerbaigian si era più o meno stabilizzata e le forze britanniche se ne andarono nell'agosto 1919. Tuttavia, all'inizio del 1920, le forze bolsceviche in avanzamento, vittoriose nella guerra civile russa, iniziarono a rappresentare una grande minaccia per la giovane repubblica, che era anche impegnata in un conflitto con l'Armenia sul Karabakh.
L'Azerbaigian ricevette de facto il riconoscimento dagli Alleati come stato indipendente alla Conferenza di pace di Parigi del 1919. La repubblica era governata da cinque gabinetti, tutti formati da una coalizione del Musavat e di altri partiti tra cui il blocco socialista, gli indipendenti, i liberali, il partito socialdemocratico Hummat (o Endeavour) e il partito conservatore Ittihad (sindacale). Il premier nei primi tre cabinetti fu Fatali Khan Khoyski; negli ultimi due, Nasib Yusifbeyli. Il presidente del parlamento, Alimardan Topchubashev, fu riconosciuto come capo di Stato. In questa veste, rappresentò l'Azerbaigian alla Conferenza di pace di Parigi nel 1919.
Aiutata dai dissidenti azeri nel governo repubblicano, l'Armata Rossa invase l'Azerbaigian il 28 aprile 1920. Il grosso dell'esercito azero di recente formazione era impegnato a reprimere una rivolta armena appena scoppiata in Karabakh. Gli azeri non si arresero rapidamente o facilmente alla loro breve indipendenza del 1918-20. In 20.000 morirono resistendo a quella che fu a tutti gli effetti una riconquista russa. Tuttavia, va notato che l'insediamento della Repubblica Socialista Sovietica dell'Azerbaigian fu reso più facile dal fatto che vi era anche un certo sostegno popolare all'ideologia bolscevica in Azerbaigian, in particolare tra gli operai delle industrie a Baku. Lo stesso giorno fu formato un governo sovietico sotto Nariman Narimanov. Prima della fine dell'anno, la stessa sorte era toccata all'Armenia e, nel marzo 1921, anche alla Georgia.

## Azerbaigian sovietico
Dopo la resa del governo nazionale alle forze bolsceviche, l'Azerbaigian fu proclamato repubblica socialista sovietica il 28 aprile 1920. Poco dopo, nel settembre 1920 a Baku si tenne il Congresso dei Popoli dell'Est. Sebbene formalmente uno stato indipendente, la SSR dell'Azerbaigian era dipendente e controllata dal governo di Mosca. Venne incorporata nella Repubblica Federale Democratica Transcaucasica (RFDT) insieme all'Armenia e alla Georgia nel marzo 1922. Con un accordo firmato nel dicembre 1922, la RFDT divenne una delle quattro repubbliche originarie dell'Unione Sovietica. Venne sciolta nel 1936 e le sue tre regioni divennero repubbliche separate all'interno dell'URSS.
Come le altre repubbliche sovietiche, l'Azerbaigian fu colpito dalle purghe staliniane degli anni '30. Durante quel periodo, a volte indicato come il "Terrore Rosso", migliaia di persone furono uccise, incluse alcune preminenti figure azere come Huseyn Javid, Mikail Mushvig, Ruhulla Akhundov, Ayna Sultanova e altri. A dirigere le purghe in Azerbaigian era Mir Jafar Baghirov, il primo segretario del Partito Comunista dell'Azerbaigian, che eseguì gli ordini di Stalin. Il suo obiettivo specifico era l'intellighenzia, ma epurò anche i leader comunisti che avevano simpatizzato con l'opposizione o che avrebbero potuto guardare con favore le idee del panturchismo o avere contatti con movimenti rivoluzionari in Iran o Turchia.
Durante gli anni '40, la RSS azera fornì gran parte di gas e petrolio all'Unione Sovietica durante la guerra contro la Germania nazista e rappresentava quindi una regione strategicamente importante. L'invasione tedesca dell'Unione Sovietica nel giugno 1941 raggiunse il Gran Caucaso nel luglio 1942. I tedeschi tentarono alcune volte l'occupazione di Baku per avere il controllo del petrolio azero (Operazione Edelweiss gestita direttamente da Hitler), ma tutti i tentativi fallirono grazie alla resistenza dell'esercito sovietico.
Le politiche di destalinizzazione dopo gli anni '50 portarono a migliori condizioni in termini di istruzione e di benessere per la maggior parte dell'Azerbaigian. Questo coincise anche con un periodo di rapida urbanizzazione e industrializzazione. Durante questo periodo di cambiamento, fu istituita una nuova ondata di politiche di riavvicinamento e russificazione.
Negli anni '60 iniziarono ad emergere i segni di una crisi strutturale nel sistema sovietico. L'industria petrolifera, fondamentale per l'Azerbaigian, perse la sua importanza relativa all'economia sovietica, in parte a causa di uno spostamento della produzione di petrolio in altre regioni dell'Unione Sovietica e in parte a causa dell'esaurimento delle risorse petrolifere conosciute sulla terra. Di conseguenza, l'Azerbaigian ebbe il tasso di crescita di produttività e di produzione economica più bassi tra le repubbliche sovietiche, dopo il Tagikistan. Le tensioni etniche, in particolare tra armeni e azeri, cominciavano a crescere, ma la violenza veniva repressa.
Nel tentativo di porre fine alla crescente crisi strutturale, nel 1969, il governo di Mosca nominò Heydar Aliyev primo segretario del Partito Comunista dell'Azerbaigian. Aliyev migliorò temporaneamente le condizioni economiche e promosse industrie alternative a quella petrolifera in declino, come il cotone. Consolidò inoltre l'élite al potere della repubblica, che era quasi interamente di etnia azera, invertendo così le precedenti tendenze al "riavvicinamento". Nel 1982 Aliyev divenne membro del Politburo del Partito Comunista a Mosca, la posizione più alta mai raggiunta da un azero in Unione Sovietica. Nel 1987, quando si avviò la perestrojka, fu costretto al ritiro, spinto dal leader sovietico Mikhail Gorbachev.
La fine degli anni '80, durante l'era di Gorbaciov, fu caratterizzata da crescenti disordini nel Caucaso, inizialmente sulla questione del Nagorno-Karabakh. Un risveglio politico avvenne nel febbraio 1988 con la ripresa del conflitto etnico, incentrato sulle richieste armene per l'unificazione con l'Armenia dell'Oblast Autonoma del Nagorno-Karabakh appartenente alla RSS azera. Nel mentre si svolsero i pogrom della popolazione armena a Baku e Sumgait. La Russia impose il governo militare forzato in diverse occasioni, ma i disordini continuarono a diffondersi.
Il conflitto etnico rivelò le carenze del Partito Comunista come difensore degli interessi nazionali e, nello spirito della glasnost, cominciarono ad emergere pubblicazioni e organizzazioni politiche indipendenti. Di queste organizzazioni, di gran lunga la più importante era il Fronte Popolare dell'Azerbaigian (PFA), che nell'autunno del 1989 sembrava pronto a prendere il potere. Il PFA subì una scissione tra un'ala islamica conservatrice e un'ala moderata. La scissione fu seguita da un'esplosione di violenza anti-armena a Baku e dall'intervento delle truppe sovietiche.
I disordini culminarono in violenti scontri quando le truppe sovietiche uccisero 132 manifestanti nazionalisti a Baku il 20 gennaio 1990. Tale data entrò nella storia moderna dell'Azerbaigian come il Gennaio nero.L'Azerbaigian dichiarò la sua indipendenza dall'URSS il 30 agosto 1991 ed entrò a far parte della Comunità degli Stati Indipendenti. Alla fine del 1991, i combattimenti in Nagorno-Karabakh sfociarono in una guerra su vasta scala, culminata in un teso cessate il fuoco. Sebbene fosse stato raggiunto un cessate il fuoco, il rifiuto alle negoziazioni da entrambe le parti portò a uno stallo del conflitto. Le truppe armene mantennero le loro posizioni in Karabakh così come i corridoi catturati all'Azerbaigian come via di collegamento tra l'enclave e l'Armenia.

## Azerbaigian indipendente

### Presidenza Mutallibov (1991–1992)
La dichiarazione di indipendenza introdotta dal presidente Ayaz Mutallibov il 30 agosto 1991, seguì il tentativo di colpo di Stato sovietico del 1991. Mütalliov divenne l'unico leader sovietico oltre a Zviad Gamsakhurdia ad appoggiare il tentativo di colpo di Stato sovietico rilasciando una dichiarazione da Teheran. Sciolse in seguito il Partito Comunista azero e propose delle modifiche costituzionali per le elezioni nazionali dirette del presidente.
L'8 settembre 1991, si svolsero in Azerbaigian le prime elezioni presidenziali nazionali, in cui Mütallibov era l'unico candidato in corsa. Sebbene le elezioni non fossero né libere né eque per gli standard internazionali, Mütallibov divenne formalmente il presidente eletto dell'Azerbaigian. L'adozione della dichiarazione di indipendenza da parte del Soviet Supremo della RSS dell'Azerbaigian il 18 ottobre 1991 fu seguita dallo scioglimento del partito comunista azero. Tuttavia, i suoi ex membri, compreso il presidente Mütallibov, mantennero i loro incarichi politici.
Nel dicembre 1991 in un referendum nazionale, gli elettori azeri approvarono la dichiarazione di indipendenza adottata dal Consiglio Supremo; con la dissoluzione dell'Unione Sovietica, l'Azerbaigian fu inizialmente riconosciuto come stato indipendente da Turchia, Israele, Romania e Pakistan. Gli Stati Uniti seguirono il 25 dicembre.
Nel frattempo, il conflitto del Nagorno Karabakh continuò nonostante gli sforzi per negoziare una soluzione. All'inizio del 1992, la leadership armena del Karabakh proclamò una repubblica indipendente. In quella che fu una guerra su vasta scala tra Armenia e Azerbaigian, gli armeni presero il sopravvento, con l'assistenza segreta dell'esercito russo. Grandi atrocità furono commesse da entrambe le parti, come il massacro di Xocalı di civili azeri il 25 febbraio 1992, che provocò un clamore sociale per l'inazione del governo e il massacro di Maragha, in cui gli azeri uccisero civili armeni autoctoni. Mütallibov fu costretto a presentare le dimissioni all'Assemblea Nazionale il 6 marzo, sotto la pressione del Fronte Popolare dell'Azerbaigian.
L'incapacità di Mütallibov di costruire un esercito adeguato, che temeva potesse non rimanere sotto il suo controllo, portò alla caduta del suo governo. Il 6 maggio l'ultima città a popolazione azera del Nagorno-Karabakh, Şuşa, cadde sotto il controllo armeno. Il 14 maggio il Consiglio Supremo dell'Azerbaigian sollevò Mütallibov da ogni responsabilità, revocando le sue precedenti dimissioni e ripristinando la sua presidenza, ma il giorno dopo, il 15 maggio, le forze armate guidate dal fronte popolare presero il controllo degli uffici del Parlamento, della radio e della tv di stato deponendo così Mütallibov che partì per Mosca; il Consiglio Supremo dell'Azerbaigian venne sciolto passando i compiti all'Assemblea nazionale formata da rappresentanti del fronte popolare e da ex comunisti. Due giorni dopo, mentre le forze armene prendevano il controllo di Laçın, Isa Gambar viene eletto nuovo presidente dell'Assemblea nazionale dell'Azerbaigian e assunse le funzioni temporanee di presidente dell'Azerbaigian fino alle elezioni nazionali previste per il 17 giugno 1992.

### Presidenza Elçibay (1992–1993)
Abülfaz Elçibay, leader del Fronte popolare dell'Azerbaigian ed ex dissidente e prigioniero politico, fu eletto presidente con oltre il 60% dei voti. Il suo programma includeva l'opposizione all'adesione dell'Azerbaigian alla Comunità degli Stati Indipendenti, relazioni più strette con la Turchia e il desiderio di estesi legami con gli azeri iraniani.
A un anno dalla sua elezione, Elçibay dovette affrontare la stessa situazione che aveva portato alla caduta di Mütallibov. I combattimenti nel Nagorno-Karabakh e nei dintorni si svolgevano costantemente a favore degli armeni, che occuparono circa un quinto del territorio dell'Azerbaigian, causando più di un milione di sfollati interni. Una ribellione militare contro Elçibay scoppiò all'inizio di giugno 1993 a Gəncə sotto la guida del colonnello Surət Hüseynov. La leadership del fronte popolare si trovò senza sostegno politico a causa delle battute d'arresto della guerra, di un'economia in costante deterioramento e dell'opposizione dei gruppi guidati da Heydər Əliyev. A Baku, Əliyev prese le redini del potere e consolidò rapidamente la sua posizione. Un referendum indetto in agosto depose Elçibay dal suo incarico.

### Presidenza Heydər Əliyev (1993–2003)

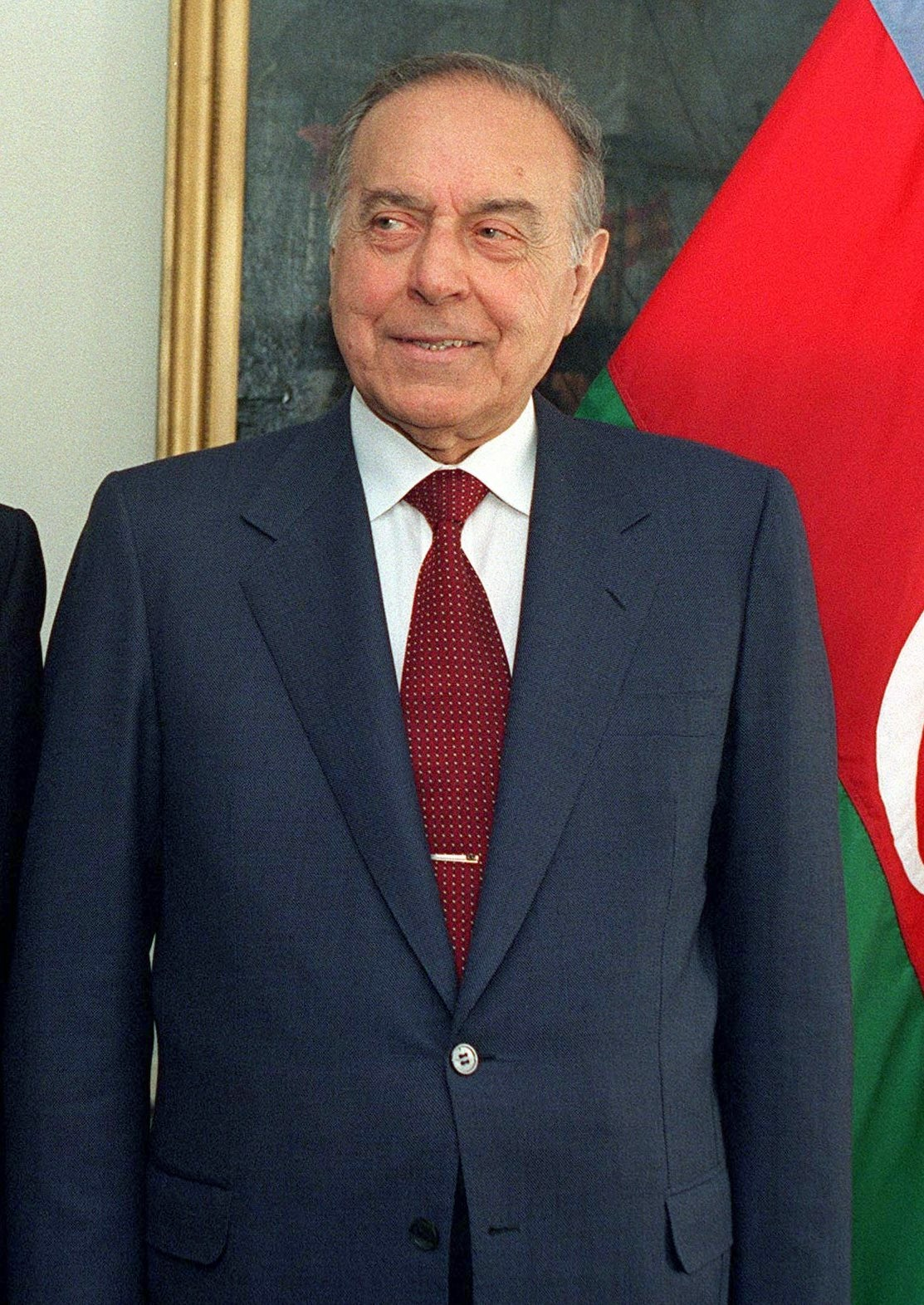
L'ex presidente azero Heydər Əliyev.

Il 3 ottobre 1993 si svolsero le elezioni presidenziali e Heydər Əliyev vinse in modo schiacciante. Nel marzo 1994, Əliyev riuscì a sbarazzarsi di alcuni dei suoi oppositori, incluso Surət Hüseynov, che fu arrestato insieme ad altri. Nel 1995, l'ex polizia militare fu accusata di aver complottato un colpo di Stato e venne sciolta. I golpisti erano legati ai nazionalisti turchi di destra. Successivamente, nel 1996 Rəsul Quliyev, ex presidente del parlamento, andò in esilio autoimposto. Così, alla fine del 1996, la posizione di Heydər Əliyev come governante assoluto in Azerbaigian era indiscutibile.
A seguito di alcune riforme e della firma del cosiddetto "Contratto del secolo" nell'ottobre 1994 (sul gigantesco giacimento petrolifero Azeri-Chirag-Guneshli) che porrò ad un aumento delle esportazioni di petrolio verso i mercati occidentali, l'economia iniziò a migliorare. Tuttavia, i livelli estremi di corruzione e nepotismo nel sistema statale creato da Əliyev impedirono all'Azerbaigian uno sviluppo più sostenuto, soprattutto nel settore non petrolifero.

Nell'ottobre 1998 Aliev fu rieletto presidente per un secondo mandato. L'opposizione indebolita lo accusò di frode elettorale, ma non fu seguita da alcuna condanna internazionale. Il suo secondo mandato fu caratterizzato da limitate riforme, dall'aumento della produzione di petrolio e dal predominio della British Petroleum come principale compagnia petrolifera straniera in Azerbaigian. All'inizio del 1999, fu scoperto il gigantesco giacimento di gas di Shah Deniz rendendo l'Azerbaigian un importante esportatore potenziale di gas. Un accordo per l'esportazione del gas fu firmato con la Turchia nel 2003. I lavori sul tanto atteso oleodotto Baku-Tbilisi-Ceyhan e sul gasdotto Baku-Tbilisi-Erzurum iniziarono nel 2003. L'oleodotto fu completato nel 2005 e il gasdotto nel 2006. L'Azerbaigian fa anche parte del proposto gasdotto Nabucco.

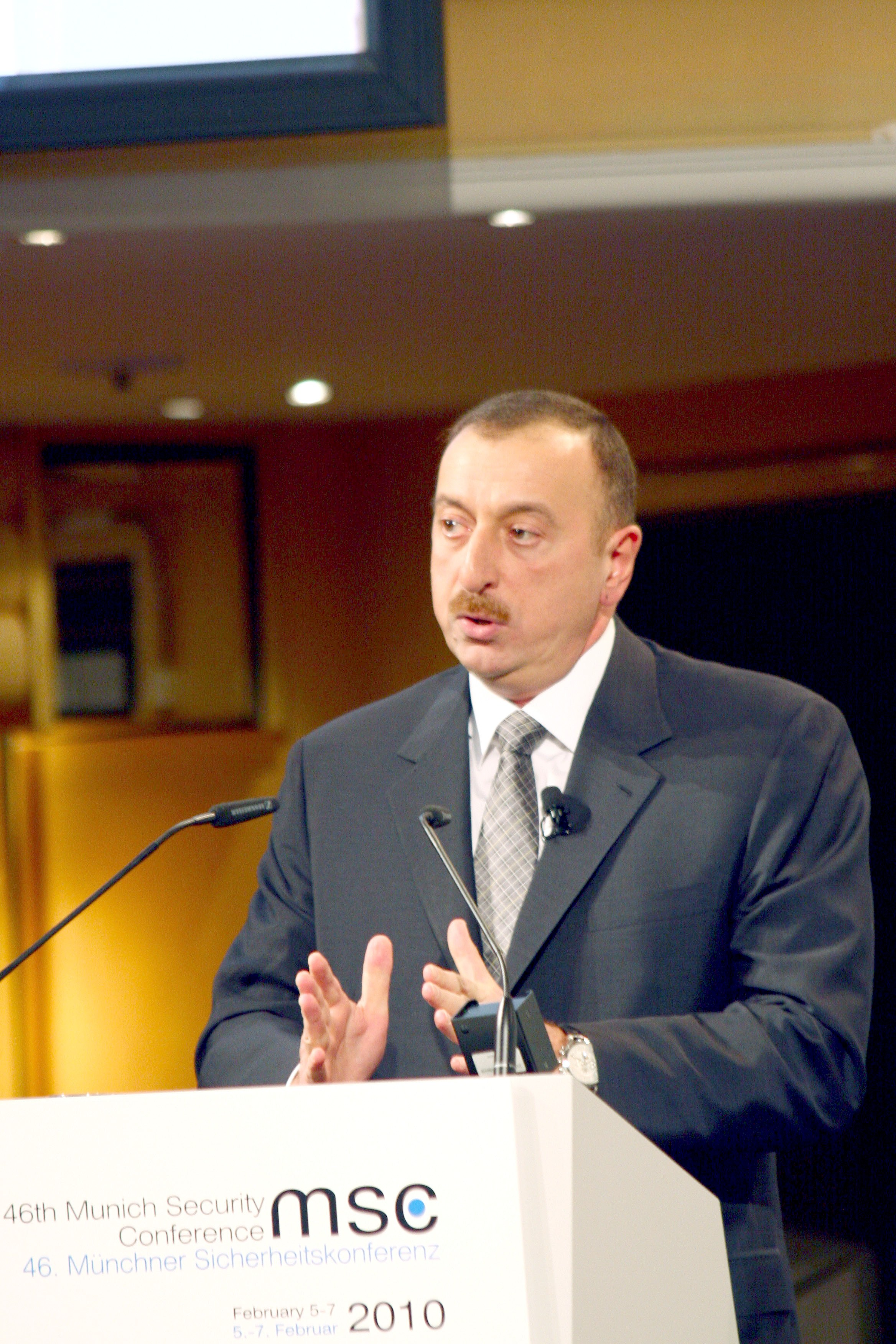
Ilham Aliyev

Heydər Əliyev si ammalò e, nell'aprile 2003, crollò su un palco e non poté tornare alla vita pubblica. Nell'estate del 2003 venne ricoverato in terapia intensiva negli Stati Uniti, dove fu dichiarata la sua morte il 12 dicembre 2003.

### Presidenza İlham Əliyev (2003)
In un'altra controversa elezione, suo figlio İlham Əliyev è stato eletto presidente lo stesso anno. L'elezione è stata caratterizzata da violenze di massa e criticata dagli osservatori stranieri. Əliyev è stato rieletto nel 2008 mentre i partiti di opposizione hanno boicottato le elezioni. In un referendum costituzionale nel 2009, sono stati aboliti i limiti di mandato della presidenza limitando la libertà di stampa.
Le elezioni parlamentari del 2010 hanno prodotto un Parlamento completamente fedele ad Əliyev: per la prima volta nella storia dell'Azerbaigian, non è stato eletto un solo candidato del principale partito di opposizione del Fronte Popolare dell'Azerbaigian o del Musavat. L'Economist ha classificato l'Azerbaigian come un regime autoritario, posizionandolo 135° su 167 paesi, nel suo Indice di democrazia 2010.
Nel 2011 sono state organizzate ripetute proteste contro il governo di Əliyev, chiedendo riforme democratiche e la cacciata dal governo. Əliyev ha risposto ordinando una repressione, usando la forza per reprimere i tentativi di rivolta a Baku e rifiutandosi di fare concessioni. Ben oltre 400 azeri sono stati arrestati dall'inizio delle proteste nel marzo 2011. I leader dell'opposizione, tra cui Isa Gambar di Musavat, hanno giurato di continuare a manifestare, sebbene la polizia abbia incontrato poche difficoltà a fermare le proteste non appena sono iniziate.
Il 24 ottobre 2011 l'Azerbaigian è stato eletto membro non permanente del Consiglio di sicurezza delle Nazioni Unite. Tra il 1° e il 5 aprile 2016 si sono verificati nuovi scontri tra le forze armate armene e azere.
In seguito alla seconda guerra del Nagorno Karabakh tra settembre e novembre del 2020 e al successivo accordo di cessate il fuoco, l'Azerbaigian ha ripreso il controllo di sette regioni azere precedentemente occupate dagli armeni. Un'ulteriore offensiva condotta nel settembre del 2023 ha condotto alla capitolazione dell'autoproclamata Repubblica dell'Artsakh e all'esodo della popolazione armena del Nagorno Karabakh.
L' 8 agosto 2025 il presidente azero Əliyev e il primo ministro armeno Nikol Pashinyan, attraverso la mediazione del presidente americano Donald Trump, hanno firmato a Washington D.C. un trattato di pace per porre fine all conflitto del Nagorno Karabakh, durato 37 anni.